# Улицы Запорожья

В городе Запорожье в основном линейная схема улиц.
В связи с принятием законов о декоммунизации в Запорожье подлежали переименованию 116 объектов.
14 января 2016 года в Запорожье прошло финальное заседание экспертной группы по декоммунизации. Запорожские специалисты уже определились с тем, какие улицы, скверы, площади и озёра нужно переименовать, и какие новые названия они получат.
19 февраля 2016 года на второй сессии депутаты городского совета в Запорожье переименовали 111 объектов, а именно три городских административных района, 96 улиц, три переулка, два проспекта, две площади, два парка и два сквера, а также дамбу.
Центральная магистраль города — проспект Ленина переименован в Соборный проспект.
Однако, на сессии депутаты не смогли прийти к консенсусу в переименовании площади Ленина, а также улиц Леппика и Леонова. В результате, 20 февраля 2016 года, по распоряжению городского головы Владимира Буряка площадь Ленина переименована в Запорожскую площадь, улица Леппика в Днепровскую, а улица Леонова — в Парковый бульвар.
Также были переименованы три городских административных района города:
| Прежнее название районов (по-русски) | Новое название районов (по-украински) | Новое название районов (по-русски) |
| ------------------------------------ | ------------------------------------- | ---------------------------------- |
| Жовтневый                            | Олександрівський                      | Александровский                    |
| Ленинский                            | Дніпровський                          | Днепровский                        |
| Орджоникидзевский                    | Вознесенівський                       | Вознесеновский                     |

Также планируется переименовать Коммунарский район в Южный район.
2 марта 2016 года состоялось заседание областной комиссии по вопросам ликвидации символов тоталитаризма и возвращения исторических названий в регионе, на котором, в частности, приняли решение организовать общественные обсуждения новых названий объектов топонимики в Запорожье, которые «по организационно-техническим причинам» не были переименованы представителями местной власти.
19 мая 2016 года глава Запорожской областной государственной администрации издал распоряжение о переименовании улиц и других объектов топонимики. Улицы были переименованы в сентябре 2016 года решением исполкома горсовета.
Ниже приведён список улиц города на русском и украинском языках.

## Список улиц Запорожья
| Название по-русски                  | Название по-украински                    | Район                                                                              | Прежнее название до 2016 года                |
| ----------------------------------- | ---------------------------------------- | ---------------------------------------------------------------------------------- | -------------------------------------------- |
| Абразивная улица                    | Абразивна вулиця                         | Шевченковский район                                                                |                                              |
| Абрикосовая улица                   | Абрикосова вулиця                        | Коммунарский район                                                                 |                                              |
| Абхазский переулок                  | Абхазький провулок                       | Шевченковский район                                                                |                                              |
| Авалиани, улица                     | Аваліані, вулиця                         | Шевченковский район                                                                |                                              |
| Авангардная улица                   | Авангардна вулиця                        | Александровский район                                                              |                                              |
| Авиационная улица                   | Авіаційна вулиця                         | Коммунарский район                                                                 |                                              |
| Авраменко, улица                    | Авраменка, вулиця                        | Шевченковский район                                                                |                                              |
| Автобусная улица                    | Автобусна вулиця                         | Заводский район                                                                    |                                              |
| Автодоровская улица                 | Автодорівська вулиця                     | Заводский район                                                                    |                                              |
| Автодорожная улица                  | Автодорожна вулиця                       | Шевченковский район                                                                |                                              |
| Автозаводская улица                 | Автозаводська вулиця                     | Коммунарский район                                                                 |                                              |
| Автопарковая улица                  | Автопаркова вулиця                       | Коммунарский район                                                                 |                                              |
| Автострадная улица                  | Автострадна вулиця                       | Коммунарский район                                                                 |                                              |
| Аграрный переулок                   | Аграрний провулок                        | Шевченковский район                                                                |                                              |
| Агрономическая улица                | Агрономічна вулиця                       | Шевченковский район                                                                |                                              |
| Аджарская улица                     | Аджарська вулиця                         | Шевченковский район                                                                |                                              |
| Адлерская улица                     | Адлерська вулиця                         | Шевченковский район                                                                |                                              |
| Адмирала Лазарева, улица            | Адмірала Лазарева, вулиця                | Днепровский район                                                                  |                                              |
| Адмирала Макарова, улица            | Адмірала Макарова, вулиця                | Днепровский район                                                                  |                                              |
| Адмирала Нахимова, улица            | Адмірала Нахімова, вулиця                | Вознесеновский район                                                               |                                              |
| Адмирала Ушакова, улица             | Адмірала Ушакова, вулиця                 | Заводский район                                                                    |                                              |
| Адмиралтейская улица                | Адміралтейська вулиця                    | Днепровский район                                                                  |                                              |
| Адыгейская улица                    | Адигейська вулиця                        | Днепровский район                                                                  |                                              |
| Ажурная улица                       | Ажурна вулиця                            | Днепровский район                                                                  |                                              |
| Азовская улица                      | Азовська вулиця                          | Коммунарский район                                                                 |                                              |
| Айвазовского улица                  | Айвазовського вулиця                     | Днепровский район                                                                  |                                              |
| Академика Александрова, улица       | Академіка Александрова, вулиця           | Днепровский район                                                                  |                                              |
| Академика Веснина, улица            | Академіка Весніна, вулиця                | Днепровский район                                                                  |                                              |
| Академика Грекова, улица            | Академіка Грекова, вулиця                | Шевченковский район                                                                |                                              |
| Академика Карпинского, улица        | Академіка Карпінського, вулиця           | Коммунарский район                                                                 |                                              |
| Академика Курчатова, улица          | Академіка Курчатова, вулиця              | Шевченковский район                                                                |                                              |
| Академика Павлова, улица            | Академіка Павлова, вулиця                | Шевченковский район                                                                |                                              |
| Академика Филатова, улица           | Академіка Філатова, вулиця               | Шевченковский район                                                                |                                              |
| Академическая улица                 | Академічна вулиця                        | Шевченковский район                                                                |                                              |
| Актюбинская улица                   | Актюбінська вулиця                       | Шевченковский район                                                                |                                              |
| Алапаевская улица                   | Алапаєвська вулиця                       | Коммунарский район                                                                 |                                              |
| Александра Матросова, улица         | Олександра Матросова, вулиця             | Вознесеновский район                                                               |                                              |
| Александра Невского, улица          | Олександра Невського, вулиця             | Заводский район                                                                    |                                              |
| Аллейная улица                      | Алейна вулиця                            | Шевченковский район                                                                |                                              |
| Аллейный переулок                   | Алейний провулок                         | Шевченковский район                                                                |                                              |
| Алма-Атинская улица                 | Алма-Атинська вулиця                     | Днепровский район                                                                  |                                              |
| Алмазная улица                      | Алмазна вулиця                           | Заводский район                                                                    |                                              |
| Алтайская улица                     | Алтайська вулиця                         | Шевченковский район                                                                |                                              |
| Алуштинская улица                   | Алуштинська вулиця                       | Днепровский район                                                                  |                                              |
| Алюминиевая улица                   | Алюмінієва вулиця                        | Вознесеновский район                                                               |                                              |
| Альпийская улица                    | Альпійська вулиця                        | Коммунарский район                                                                 |                                              |
| Аматорская улица                    | Аматорська вулиця                        | Заводский район                                                                    |                                              |
| Амбулаторная улица                  | Амбулаторна вулиця                       | Коммунарский район                                                                 |                                              |
| Амурская улица                      | Амурська вулиця                          | Заводский район                                                                    |                                              |
| Анадырский переулок                 | Анадирський провулок                     | Днепровский район                                                                  |                                              |
| Анапская улица                      | Анапська вулиця                          | Днепровский район                                                                  |                                              |
| Ангарная улица                      | Ангарна вулиця                           | Коммунарский район                                                                 |                                              |
| Базарная улица                      | Базарна вулиця                           | Александровский район                                                              | Анголенко, улица                             |
| Адреевский переулок                 | Андріївський провулок                    | Днепровский район                                                                  |                                              |
| Михаила Коцюбинского, улица         | Михайла Коцюбинського, вулиця            | Днепровский район                                                                  | Андросова, улица                             |
| Петра Ребро, улица                  | Петра Ребра, вулиця                      | Днепровский район                                                                  | Анри Барбюса, улица                          |
| Антарктическая улица                | Антарктична вулиця                       | Коммунарский район                                                                 |                                              |
| Антенная улица                      | Антенна вулиця                           | Вознесеновский район                                                               |                                              |
| Апрельский переулок                 | Квітневий провулок                       | Днепровский район                                                                  |                                              |
| Аптечная улица                      | Аптечна вулиця                           | Шевченковский район                                                                |                                              |
| Аравийский переулок                 | Аравійський провулок                     | Шевченковский район                                                                |                                              |
| Аральская улица                     | Аральська вулиця                         | Шевченковский район                                                                |                                              |
| Арбатский переулок                  | Арбатський провулок                      | Днепровский район                                                                  |                                              |
| Арбузова, улица                     | Арбузова, вулиця                         | Коммунарский район                                                                 |                                              |
| Арктичная улица                     | Арктична вулиця                          | Шевченковский район                                                                |                                              |
| Армавирская улица                   | Армавірська вулиця                       | Заводский район                                                                    |                                              |
| Армейский переулок                  | Армійський провулок                      | Шевченковский район                                                                |                                              |
| Арочная улица                       | Арочна вулиця                            | Александровский район                                                              |                                              |
| Арсенальная улица                   | Арсенальна вулиця                        | Шевченковский район                                                                |                                              |
| Артековский переулок                | Артеківський провулок                    | Днепровский район                                                                  |                                              |
| Святого Николая, улица              | Святого Миколая, вулиця                  | Александровский район                                                              | Артёма, улица                                |
| Артиллеристов улица                 | Артилеристів вулиця                      | Днепровский район                                                                  |                                              |
| Архангельский переулок              | Архангельський провулок                  | Шевченковский район                                                                |                                              |
| Архитектурная улица                 | Архітектурна вулиця                      | Шевченковский район                                                                |                                              |
| Астраханская улица                  | Астраханська вулиця                      | Шевченковский район                                                                |                                              |
| Астрономический переулок            | Астрономічний провулок                   | Шевченковский район                                                                |                                              |
| Аэродромная улица                   | Аеродромна вулиця                        | Коммунарский район                                                                 |                                              |
| Базовая улица                       | Базова вулиця                            | Шевченковский район                                                                |                                              |
| Мальв, улица                        | Мальв, вулиця                            | Шевченковский район                                                                | Бабушкина, улица                             |
| Багратиона, улица                   | Багратіона, вулиця                       | Днепровский район                                                                  |                                              |
| Байды, улица                        | Байди, вулиця                            | Днепровский район                                                                  |                                              |
| Бакинский переулок                  | Бакинський провулок                      | Днепровский район                                                                  |                                              |
| Ивана Сирко, улица                  | Івана Сірка, вулиця                      | Днепровский район                                                                  | Бакинских Комиссаров, улица                  |
| Балканский переулок                 | Балканський провулок                     | Шевченковский район                                                                |                                              |
| Балка Поповка, улица                | Балка Попівка, вулиця                    | Коммунарский район                                                                 |                                              |
| Балковая улица                      | Балкова вулиця                           | Шевченковский район                                                                |                                              |
| Балтийская улица                    | Балтійська вулиця                        | Заводский район                                                                    |                                              |
| Банковская улица                    | Банківська вулиця                        | Шевченковский район                                                                |                                              |
| Баранова, улица                     | Баранова, вулиця                         | Шевченковский район                                                                |                                              |
| Барнаульский переулок               | Барнаульський провулок                   | Заводский район                                                                    |                                              |
| Баррикадная улица                   | Барикадна вулиця                         | Коммунарский район                                                                 |                                              |
| Бассейная улица                     | Басейна вулиця                           | Днепровский район                                                                  |                                              |
| Бастионный переулок                 | Бастіонний провулок                      | Вознесеновский район                                                               |                                              |
| Батайская улица                     | Батайська вулиця                         | Шевченковский район                                                                |                                              |
| Батарейная улица                    | Батарейна вулиця                         | Коммунарский район                                                                 |                                              |
| Батумская улица                     | Батумська вулиця                         | Шевченковский район                                                                |                                              |
| Речная улица                        | Річкова вулиця                           | Коммунарский район                                                                 | Баумана, улица                               |
| Бахчисарайский переулок             | Бахчисарайський провулок                 | Шевченковский район                                                                |                                              |
| Безымянный переулок                 | Безіменний провулок                      | Коммунарский район                                                                 |                                              |
| Белгородский переулок               | Білгородський провулок                   | Заводский район                                                                    |                                              |
| Белинского, улица                   | Бєлінського, вулиця                      | Коммунарский район                                                                 |                                              |
| Белогорская улица                   | Білогорська вулиця                       | Шевченковский район                                                                |                                              |
| Белокопытова, улица                 | Бєлокопитова, вулиця                     | Вознесеновский район                                                               |                                              |
| Беломорская улица                   | Біломорська вулиця                       | Коммунарский район                                                                 |                                              |
| Белорусская улица                   | Білоруська вулиця                        | Шевченковский район                                                                |                                              |
| Бельфорский бульвар                 | Бельфорський бульвар                     | Днепровский район                                                                  |                                              |
| Бердянский переулок                 | Бердянський провулок                     | Днепровский район                                                                  |                                              |
| Береговая улица                     | Берегова вулиця                          | Днепровский район                                                                  |                                              |
| Бережки, улица                      | Бережки, вулиця                          | Шевченковский район                                                                |                                              |
| Берёзовый переулок                  | Березовий провулок                       | Днепровский район                                                                  |                                              |
| Беринга, переулок                   | Беринга, провулок                        | Шевченковский район                                                                |                                              |
| Бестужева, улица                    | Бестужева, вулиця                        | Днепровский район                                                                  |                                              |
| Бетонная улица                      | Бетонна вулиця                           | Заводский район                                                                    |                                              |
| Бетховена, улица                    | Бетховена, вулиця                        | Днепровский район                                                                  |                                              |
| Бирюзова, улица                     | Бірюзова, вулиця                         | Шевченковский район                                                                |                                              |
| Бирюсинский переулок                | Бірюсінський провулок                    | Заводский район                                                                    |                                              |
| Кошевая улица                       | Кошова вулиця                            | Днепровский район                                                                  | Благоева, улица                              |
| Ближний переулок                    | Ближній провулок                         | Днепровский район                                                                  |                                              |
| Дубовая улица                       | Дубова вулиця                            | Днепровский район                                                                  | Блюхера, улица                               |
| Богдана Хмельницкого, улица         | Богдана Хмельницького, вулиця            | Днепровский район                                                                  |                                              |
| Боевая улица                        | Бойова вулиця                            | Коммунарский район                                                                 |                                              |
| Василия Диденко, улица              | Василя Діденка, вулиця                   | Шевченковский район                                                                | Боженко, улица                               |
| Байконуровская улица                | Байконурівська вулиця                    | Днепровский район                                                                  |                                              |
| Бодянского, улица                   | Бодянського, вулиця                      | Заводский район                                                                    |                                              |
| Болотникова, улица                  | Болотнікова, вулиця                      | Заводский район                                                                    |                                              |
| Больничная улица                    | Лікарняна вулиця                         | Днепровский район                                                                  |                                              |
| Борисоглебская улица                | Борісоглібська вулиця                    | Шевченковский район                                                                |                                              |
| Бородинская улица                   | Бородінська вулиця                       | Днепровский район                                                                  |                                              |
| Борьбы, улица                       | Боротьби, вулиця                         | Коммунарский район                                                                 |                                              |
| Ботаническая улица                  | Ботанічна вулиця                         | Коммунарский район                                                                 |                                              |
| Бочарова, улица                     | Бочарова, вулиця                         | Шевченковский район                                                                |                                              |
| Братский переулок                   | Братський провулок                       | Заводский район                                                                    |                                              |
| Братская улица                      | Братська вулиця                          | Днепровский район                                                                  |                                              |
| Брестский переулок                  | Брестський провулок                      | Заводский район                                                                    |                                              |
| Бродского, улица                    | Бродського, вулиця                       | Коммунарский район                                                                 |                                              |
| Броневая улица                      | Броньова вулиця                          | Коммунарский район                                                                 |                                              |
| Броненосца «Потёмкина», улица       | Броненосця «Потьомкін», вулиця           | Коммунарский район                                                                 |                                              |
| Брюллова, улица                     | Брюллова, вулиця                         | Шевченковский район                                                                |                                              |
| Брянская улица                      | Брянська вулиця                          | Вознесеновский район                                                               |                                              |
| Бугский переулок                    | Бузький провулок                         | Заводский район                                                                    |                                              |
| Будапештский переулок               | Будапештський провулок                   | Шевченковский район                                                                |                                              |
| Светлая улица                       | Світла вулиця                            | Хортицкий район                                                                    | Будённого, улица                             |
| Будивельная улица                   | Будівельна вулиця                        | Коммунарский район                                                                 |                                              |
| Буковинский переулок                | Буковинський провулок                    | Днепровский район                                                                  |                                              |
| Булавина, улица                     | Булавіна вулиця                          | Днепровский район                                                                  |                                              |
| Бульварная улица                    | Бульварна вулиця                         | Вознесеновский район                                                               |                                              |
| Бурденко, улица                     | Бурденка, вулиця                         | Днепровский район                                                                  |                                              |
| Бутырский переулок                  | Бутирський провулок                      | Шевченковский район                                                                |                                              |
| Буревестника, улица                 | Буревісника, вулиця                      | Днепровский район                                                                  |                                              |
| Былкина, улица                      | Билкіна, вулиця                          | Заводский район                                                                    |                                              |
| Вавилова, улица                     | Вавілова, вулиця                         | Днепровский район                                                                  |                                              |
| Вагонная улица                      | Вагонна вулиця                           | Коммунарский район                                                                 |                                              |
| Важный переулок                     | Важливий провулок                        | Днепровский район                                                                  |                                              |
| Валдайский переулок                 | Валдайський провулок                     | Днепровский район                                                                  |                                              |
| Валовая улица                       | Валова вулиця                            | Заводский район                                                                    |                                              |
| Грузовой переулок                   | Вантажний провулок                       | Александровский район                                                              |                                              |
| Вапняна, улица                      | Вапняна вулиця                           | Коммунарский район                                                                 |                                              |
| Варшавский переулок                 | Варшавський провулок                     | Шевченковский район                                                                |                                              |
| Василия Пойденко, улица             | Василя Пойденка вулиця                   | Александровский район                                                              |                                              |
| Васильева, улица                    | Васильєва, вулиця                        | Коммунарский район                                                                 |                                              |
| Васильевская улица                  | Василівська вулиця                       | Шевченковский район                                                                |                                              |
| Ватутина, улица                     | Ватутіна, вулиця                         | Днепровский район                                                                  |                                              |
| Вахтенная улица                     | Вахтова вулиця                           | Коммунарский район                                                                 |                                              |
| Венский переулок                    | Віденський провулок                      | Шевченковский район                                                                |                                              |
| Вербовая улица                      | Вербова вулиця                           | Александровский район                                                              |                                              |
| Вересаева, улица                    | Вересаєва, вулиця                        | Шевченковский район                                                                |                                              |
| Верещагина, улица                   | Верещагіна, вулиця                       | Шевченковский район                                                                |                                              |
| Верный переулок                     | Вірний провулок                          | Днепровский район                                                                  |                                              |
| Верхняя улица                       | Верхня вулиця                            | Днепровский район                                                                  |                                              |
| Верхоянская улица                   | Верхоянська вулиця                       | Шевченковский район                                                                |                                              |
| Весёлая улица                       | Весела вулиця                            | Коммунарский район                                                                 |                                              |
| Академика Веснина, улица            | Академіка Весніна, вулиця                | Днепровский район                                                                  |                                              |
| Ветеранов, переулок                 | Ветеранів вулиця                         | Днепровский район                                                                  |                                              |
| Ветреная улица                      | Вітряна вулиця                           | Днепровский район                                                                  |                                              |
| Вечерний переулок                   | Вечірній провулок                        | Днепровский район                                                                  |                                              |
| Взлётный переулок                   | Злітний провулок                         | Шевченковский район                                                                |                                              |
| Отличная улица                      | Відмінна вулиця                          | Заводский район                                                                    |                                              |
| Пантелеймона Кулиша, улица          | Пантелеймона Куліша, вулиця              | Днепровский район                                                                  | Вильгельма Пика, улица                       |
| Винницкая улица                     | Вінницька вулиця                         | Днепровский район                                                                  |                                              |
| Виноградная улица                   | Виноградна вулиця                        | Шевченковский район                                                                |                                              |
| Винтера, бульвар                    | Вінтера, бульвар                         | Днепровский район                                                                  |                                              |
| Виражная улица                      | Віражна вулиця                           | Шевченковский район                                                                |                                              |
| Вишнёвая улица                      | Вишнева вулиця                           | Александровский район                                                              |                                              |
| Вишневского, улица                  | Вишневського, вулиця                     | Днепровский район                                                                  |                                              |
| Владивостокская улица               | Владивостоцька вулиця                    | Шевченковский район                                                                |                                              |
| Владимирская улица                  | Володимирська вулиця                     | Шевченковский район                                                                |                                              |
| Внуковский переулок                 | Внуківський провулок                     | Заводский район                                                                    |                                              |
| Водоворотная улица                  | Водовертна вулиця                        | Заводский район                                                                    |                                              |
| Водозаборная улица                  | Водозабірна вулиця                       | Заводский район                                                                    |                                              |
| Водонапорный переулок               | Водонапірна вулиця                       | Александровский район                                                              |                                              |
| Водопадная улица                    | Водоспадна вулиця                        | Александровский район                                                              |                                              |
| Водяная улица                       | Водяна вулиця                            | Днепровский район                                                                  |                                              |
| Воинов, улица                       | Воїнів вулиця                            | Днепровский район                                                                  |                                              |
| Военкоматская улица                 | Військоматська вулиця                    | Александровский район                                                              |                                              |
| Воздушный переулок                  | Повітряний провулок                      | Заводский район                                                                    |                                              |
| Вознесеновская улица                | Вознесенівська вулиця                    | Вознесеновский район                                                               |                                              |
| Вознесенская площадь                | Вознесенівська площа                     | Вознесеновский район                                                               |                                              |
| Красочная улица                     | Барвиста вулиця                          | Шевченковский район                                                                | Войкова, улица                               |
| Войсковая улица                     | Військова вулиця                         | Шевченковский район                                                                |                                              |
| Вокзальная улица                    | Вокзальна вулиця                         | Коммунарский район                                                                 |                                              |
| Волгоградская улица                 | Волгоградська вулиця                     | Вознесеновский район                                                               |                                              |
| Волгодонская улица                  | Волгодонська вулиця                      | Заводский район                                                                    |                                              |
| Волжская улица                      | Волзька вулиця                           | Шевченковский район                                                                |                                              |
| Вологодский переулок                | Вологодський провулок                    | Днепровский район                                                                  |                                              |
| Володарская улица                   | Володарська вулиця                       | Александровский район                                                              |                                              |
| Волоколамская улица                 | Волоколамська вулиця                     | Шевченковский район                                                                |                                              |
| Васильковая улица                   | Волошкова вулиця                         | Шевченковский район                                                                |                                              |
| Волховский переулок                 | Волховський провулок                     | Шевченковский район                                                                |                                              |
| Волынская улица                     | Волинська вулиця                         | Шевченковский район                                                                |                                              |
| Вольный переулок                    | Вільний провулок                         | Днепровский район                                                                  |                                              |
| Вольнянский переулок                | Вільнянський провулок                    | Днепровский район                                                                  |                                              |
| Вольская улица                      | Вольська вулиця                          | Шевченковский район                                                                |                                              |
| Вольский переулок                   | Вольський провулок                       | Шевченковский район                                                                |                                              |
| Воркутинский переулок               | Воркутинський провулок                   | Заводский район                                                                    |                                              |
| Воронежская улица                   | Воронезька вулиця                        | Днепровский район                                                                  |                                              |
| Воронихина, улица                   | Вороніхіна, вулиця                       | Шевченковский район                                                                |                                              |
| Воронина, улица                     | Вороніна, вулиця                         | Шевченковский район                                                                |                                              |
| Воскресная улица                    | Воскресна вулиця                         | Днепровский район                                                                  |                                              |
| Воссоединения Украины, улица        | Возз'єднання України, вулиця             | Вознесеновский район                                                               |                                              |
| Восточная улица                     | Східна вулиця                            | Коммунарский район                                                                 |                                              |
| 8 Марта, улица                      | 8 Березня, вулиця                        | Шевченковский район                                                                |                                              |
| Казацких Гетманов, улица            | Козацьких Гетьманів, вулиця              | Шевченковский район                                                                | улица VIII съезда Советов                    |
| Вроцлавская улица                   | Вроцлавська вулиця                       | Заводский район                                                                    |                                              |
| Встречный переулок                  | Зустрічний провулок                      | Шевченковский район                                                                |                                              |
| Вузовская улица                     | Вузівська вулиця                         | Вознесеновский район                                                               |                                              |
| Выборгская улица                    | Виборзька вулиця                         | Заводский район                                                                    |                                              |
| Высоковольтная улица                | Високовольтна вулиця                     | Шевченковский район                                                                |                                              |
| Высокогорная улица                  | Високогірна вулиця                       | Коммунарский район                                                                 |                                              |
| Высотная улица                      | Висотна вулиця                           | Заводский район                                                                    |                                              |
| Выходной переулок                   | Вихідний провулок                        | Шевченковский район                                                                |                                              |
| Вятская улица                       | Вятська вулиця                           | Заводский район                                                                    |                                              |
| Водограйная улица                   | Водограйна вулиця                        | Коммунарский район                                                                 | Гаврилова, улица                             |
| Гагарина, улица                     | Гагаріна, вулиця                         | Вознесеновский район                                                               |                                              |
| Газетный переулок                   | Газетний провулок                        | Днепровский район                                                                  |                                              |
| Гаражная улица                      | Гаражна вулиця                           | Заводский район                                                                    |                                              |
| Гарнизонная улица                   | Гарнізонна вулиця                        | Шевченковский район                                                                |                                              |
| Гастелло, улица                     | Гастелла, вулиця                         | Вознесеновский район                                                               |                                              |
| Семейный переулок                   | Родинний провулок                        | Днепровский район                                                                  | Гая, переулок                                |
| Гвардейский бульвар                 | Гвардійський бульвар                     | Вознесеновский район                                                               |                                              |
| Генераторная улица                  | Генераторна вулиця                       | Днепровский район                                                                  |                                              |
| Генический переулок                 | Генічеський провулок                     | Шевченковский район                                                                |                                              |
| Геологическая улица                 | Геологічна вулиця                        | Коммунарский район                                                                 |                                              |
| Василия Стуса, улица                | Василя Стуса, вулиця                     | Хортицкий район                                                                    | Георгия Сапожникова, улица                   |
| Школьная улица                      | Шкільна вулиця                           | Александровский район                                                              | Героев Сталинграда, улица                    |
| Героический переулок                | Героїчний провулок                       | Шевченковский район                                                                |                                              |
| Герцена, переулок                   | Герцена, провулок                        | Шевченковский район                                                                |                                              |
| Гималайский переулок                | Гімалайський провулок                    | Днепровский район                                                                  |                                              |
| Гладкова, улица                     | Гладкова, вулиця                         | Днепровский район                                                                  |                                              |
| Глазунова, улица                    | Глазунова, вулиця                        | Заводский район                                                                    |                                              |
| Глебова, улица                      | Глібова, вулиця                          | Коммунарский район                                                                 |                                              |
| Глинки, переулок                    | Глінки, провулок                         | Коммунарский район                                                                 |                                              |
| Глиноцементная улица                | Глиноцементна вулиця                     | Коммунарский район                                                                 |                                              |
| Глиссерная улица                    | Глісерна вулиця                          | Александровский район                                                              |                                              |
| Глубокий переулок                   | Глибокий провулок                        | Шевченковский район                                                                |                                              |
| Гнаровской, улица                   | Гнаровської, вулиця                      | Коммунарский район                                                                 |                                              |
| Гоголя, улица                       | Гоголя, вулиця                           | Александровский район                                                              |                                              |
| Голядкина, улица                    | Голядкіна, вулиця                        | Днепровский район                                                                  |                                              |
| Гомельский переулок                 | Гомельський провулок                     | Шевченковский район                                                                |                                              |
| Гончара, улица                      | Гончара, вулиця                          | Заводский район                                                                    |                                              |
| Гончарова, улица                    | Гончарова, вулиця                        | Александровский район                                                              |                                              |
| Горная улица                        | Гірська вулиця                           | Шевченковский район                                                                |                                              |
| Городская улица                     | Міська вулиця                            | Шевченковский район                                                                |                                              |
| Почтовая улица                      | Поштова вулиця                           | Александровский район                                                              | Горького, улица                              |
| Господарча, улица                   | Господарча, вулиця                       | Коммунарский район                                                                 |                                              |
| Гостеприимная улица                 | Гостинна вулиця                          | Заводский район                                                                    |                                              |
| Рыночная улица                      | Ринкова вулиця                           | Заводский район                                                                    | Готвальда, улица                             |
| Грабовского, улица                  | Грабовського, вулиця                     | Днепровский район                                                                  |                                              |
| Гражданская улица                   | Громадянська вулиця                      | Шевченковский район                                                                |                                              |
| Гранитная улица                     | Гранітна вулиця                          | Шевченковский район                                                                |                                              |
| Гребёнки, улица                     | Гребінки, вулиця                         | Днепровский район                                                                  |                                              |
| Грибоедова, улица                   | Грибоєдова, вулиця                       | Днепровский район                                                                  |                                              |
| Гризодубовой, улица                 | Гризодубової, вулиця                     | Шевченковский район                                                                |                                              |
| Гродненская улица                   | Гродненська вулиця                       | Шевченковский район                                                                |                                              |
| Грозный переулок                    | Грізний провулок                         | Вознесеновский район                                                               |                                              |
| Громовой, улица                     | Громової, вулиця                         | Днепровский район                                                                  |                                              |
| Грузинская улица                    | Грузинська вулиця                        | Коммунарский район                                                                 |                                              |
| Грузовой переулок                   | Вантажний провулок                       | Шевченковский район                                                                |                                              |
| Грушевая улица                      | Грушева вулиця                           | Коммунарский район                                                                 |                                              |
| Крепостная улица                    | Фортечна вулиця                          | Шевченковский район, Александровский район                                         | Грязнова, улица                              |
| Гурзуфский проулок                  | Гурзуфський провулок                     | Шевченковский район                                                                |                                              |
| Героев 93-й Бригады, улица          | Героїв 93-ї Бригади, вулиця              | Хортицкий район                                                                    | Гудыменко, улица                             |
| 29-я улица                          | 29 вулиця                                | Шевченковский район                                                                |                                              |
| Давыдова, улица                     | Давидова, вулиця                         | Днепровский район                                                                  |                                              |
| Дагестанский переулок               | Дагестанський провулок                   | Шевченковский район                                                                |                                              |
| Дальневосточная улица               | Далекосхідна вулиця                      | Шевченковский район                                                                |                                              |
| Дальний переулок                    | Далекий провулок                         | Шевченковский район                                                                |                                              |
| Дальняя улица                       | Далека вулиця                            | Шевченковский район                                                                |                                              |
| Дарвина, переулок                   | Дарвіна, вулиця                          | Коммунарский район                                                                 |                                              |
| Дарницкий переулок                  | Дарницький провулок                      | Днепровский район                                                                  |                                              |
| Дачная улица                        | Дачна вулиця                             | Шевченковский район                                                                |                                              |
| Дачный переулок                     | Дачний провулок                          | Шевченковский район                                                                |                                              |
| 12 Апреля, улица                    | 12 Квітня, вулиця                        | Вознесеновский район                                                               |                                              |
| 244 дивизии, улица                  | 244 дивізії, вулиця                      | Заводский район                                                                    |                                              |
| Двинская улица                      | Двінська вулиця                          | Заводский район                                                                    |                                              |
| Днепрогэс, улица                    | ДніпроГЕС, вулиця                        | Днепровский район                                                                  |                                              |
| 9 Мая, улица                        | 9 Травня, вулиця                         | Днепровский район                                                                  |                                              |
| 9 Января, улица                     | 9 Січня, вулиця                          | Шевченковский район                                                                |                                              |
| Дегтярёва, улица                    | Дегтярьова, вулиця                       | Днепровский район                                                                  |                                              |
| Дежнёва, улица                      | Дежньова, вулиця                         | Коммунарский район                                                                 |                                              |
| Дивная улица                        | Дивна вулиця                             | Коммунарский район                                                                 |                                              |
| Декабристов, улица                  | Декабристів, вулиця                      | Шевченковский район                                                                |                                              |
| Декабрьская улица                   | Груднева вулиця                          | Вознесеновский район                                                               |                                              |
| Делегатская улица                   | Делегатська вулиця                       | Шевченковский район                                                                |                                              |
| Вольного Казачества, улица          | Вільного Козацтва, вулиця                | Днепровский район                                                                  | Демьяна Бедного, улица                       |
| Демократическая улица               | Демократична вулиця                      | Заводский район                                                                    |                                              |
| Деповская улица                     | Деповська вулиця                         | Шевченковский район                                                                |                                              |
| Депутатская улица                   | Депутатська вулиця                       | Днепровский район                                                                  |                                              |
| Державина, улица                    | Державіна, вулиця                        | Шевченковский район                                                                |                                              |
| Джамбула, улица                     | Джамбула, вулиця                         | Шевченковский район                                                                |                                              |
| Александровская улица               | Олександрівська вулиця                   | Александровский район                                                              | Дзержинского, улица                          |
| Диагональная улица                  | Діагональна вулиця                       | Заводский район                                                                    |                                              |
| Дивизионная улица                   | Дивізіонна вулиця                        | Днепровский район                                                                  |                                              |
| Дивногорская улица                  | Дивногорська вулиця                      | Вознесеновский район                                                               |                                              |
| Дизельная улица                     | Дизельна вулиця                          | Шевченковский район                                                                |                                              |
| Алексея Порады, улица               | Олексія Поради, вулиця                   | Шевченковский район                                                                | Димитрова, улица                             |
| Дирижабельная улица                 | Дирижабельна вулиця                      | Коммунарский район                                                                 |                                              |
| Днепровский переулок                | Дніпровський провулок                    | Александровский район                                                              |                                              |
| Александра Кузнецова, улица         | Олександра Кузнєцова, вулиця             | Днепровский район                                                                  | Днепродзержинская улица                      |
| Днепровские Пороги, улица           | Дніпровські Пороги, вулиця               | Днепровский район                                                                  |                                              |
| Днепровские Зори, улица             | Дніпровські Зорі, вулиця                 | Днепровский район                                                                  |                                              |
| Петра Дорошенко, улица              | Петра Дорошенка, вулиця                  | Днепровский район                                                                  |                                              |
| Павла Захарина, улица               | Павла Захаріна, вулиця                   | Александровский район                                                              | Днепропетровская улица                       |
| Днепровское шоссе                   | Дніпровське шосе                         | Днепровский район                                                                  | Днепропетровское шоссе                       |
| Днепрорудный переулок               | Дніпрорудний провулок                    | Днепровский район                                                                  |                                              |
| Днестровская улица                  | Дністровська вулиця                      | Коммунарский район                                                                 |                                              |
| Доблестная улица                    | Доблесна вулиця                          | Вознесеновский район                                                               |                                              |
| Благополучная улица                 | Добробутна вулиця                        | Днепровский район                                                                  |                                              |
| Добролюбова, улица                  | Добролюбова, вулиця                      | Днепровский район                                                                  |                                              |
| Доватора, улица                     | Доватора, вулиця                         | Днепровский район                                                                  |                                              |
| Довженко, улица                     | Довженка, вулиця                         | Шевченковский район                                                                |                                              |
| Доковская улица                     | Доківська вулиця                         | Заводский район                                                                    |                                              |
| Докторская улица                    | Докторська вулиця                        | Днепровский район                                                                  |                                              |
| Докучаева, улица                    | Докучаєва, вулиця                        | Шевченковский район                                                                |                                              |
| Долинная улица                      | Долинна вулиця                           | Шевченковский район                                                                |                                              |
| Доменный переулок                   | Домений провулок                         | Заводский район                                                                    |                                              |
| Дом Отдыха, улица                   | Будинок відпочинку, вулиця               | Вознесеновский район                                                               |                                              |
| Донбасская улица                    | Донбаська вулиця                         | Вознесеновский район                                                               |                                              |
| Донецкая улица                      | Донецька вулиця                          | Днепровский район                                                                  |                                              |
| Донская улица                       | Донська вулиця                           | Шевченковский район                                                                |                                              |
| Дорогой переулок                    | Дорогий провулок                         | Днепровский район                                                                  |                                              |
| Дорожный переулок                   | Дорожній провулок                        | Днепровский район                                                                  |                                              |
| Достижений, улица                   | Досягнень, вулиця                        | Заводский район                                                                    |                                              |
| Малиновая улица                     | Малинова вулиця                          | Александровский район                                                              | Дробязко, улица                              |
| Студенческий парк                   | Студентський парк                        | Александровский район                                                              | Дробязко, парк                               |
| Дружная улица                       | Дружня вулиця                            | Шевченковский район                                                                |                                              |
| Дружный проезд                      | Дружний провулок                         | Днепровский район                                                                  |                                              |
| Дубовый переулок                    | Дубовий провулок                         | Днепровский район                                                                  |                                              |
| Дудыкина, улица                     | Дудикіна, вулиця                         | Днепровский район                                                                  |                                              |
| Дунайская улица                     | Дунайська вулиця                         | Вознесеновский район                                                               |                                              |
| Герхарда Ремпеля, улица             | Герхарда Ремпеля, вулиця                 | Днепровский район                                                                  | Дыбенко, улица                               |
| Дом отдыха «Великий Луг», улица     | Будинок відпочинку «Великий Луг», вулиця | Днепровский район                                                                  |                                              |
| Евпаторийская улица                 | Євпаторійська вулиця                     | Заводский район                                                                    |                                              |
| Единения, улица                     | Єднання, вулиця                          | Александровский район                                                              |                                              |
| Ейская улица                        | Єйська вулиця                            | Шевченковский район                                                                |                                              |
| Ельницкий переулок                  | Єльницький провулок                      | Коммунарский район                                                                 |                                              |
| Енисейская улица                    | Єнісейська вулиця                        | Заводский район                                                                    |                                              |
| Ереванский переулок                 | Єреванський провулок                     | Заводский район                                                                    |                                              |
| Ермака, улица                       | Єрмака, вулиця                           | Шевченковский район                                                                |                                              |
| Ермоловой, улица                    | Єрмолової, вулиця                        | Шевченковский район                                                                |                                              |
| Есенина, улица                      | Єсеніна, вулиця                          | Днепровский район                                                                  |                                              |
| Жасминная улица                     | Жасминна вулиця                          | Коммунарский район                                                                 |                                              |
| Железная улица                      | Залізна вулиця                           | Шевченковский район                                                                |                                              |
| Железнодорожная улица               | Залізнична вулиця                        | Александровский район                                                              |                                              |
| Юрия Федорюка, улица                | Юрія Федорюка, вулиця                    | Шевченковский район                                                                | Железнякова, улица                           |
| Жемчужный переулок                  | Перлинний провулок                       | Днепровский район                                                                  |                                              |
| Женевский переулок                  | Женевський провулок                      | Заводский район                                                                    |                                              |
| Живописная улица                    | Мальовнича вулиця                        | Шевченковский район                                                                |                                              |
| Жигулёвский переулок                | Жигулівький провулок                     | Днепровский район                                                                  |                                              |
| Житомирская улица                   | Житомирська вулиця                       | Заводский район                                                                    |                                              |
| Казака Бабуры, улица                | Козака Бабури, вулиця                    | Днепровский район                                                                  | Жукова, улица                                |
| Жуковского, улица                   | Жуковського, вулиця                      | Александровский район                                                              |                                              |
| 27-35 улица                         | 27 — 35 вулиця                           | Днепровский район                                                                  |                                              |
| 41 улица                            | 41 вулиця                                | Днепровский район                                                                  |                                              |
| Заводская улица                     | Заводська вулиця                         | Вознесеновский район                                                               |                                              |
| Загородная улица                    | Заміська вулиця                          | Шевченковский район                                                                |                                              |
| Загорская улица                     | Загорська вулиця                         | Шевченковский район                                                                |                                              |
| Василия Сергиенко, улица            | Василя Сергієнка, вулиця                 | Хортицкий район                                                                    | Заднепровская улица                          |
| Закарпатская улица                  | Закарпатська вулиця                      | Коммунарский район                                                                 |                                              |
| Замкнутая улица                     | Замкнена вулиця                          | Шевченковский район                                                                |                                              |
| Заньковецкой, улица                 | Заньковецької, вулиця                    | Вознесеновский район                                                               |                                              |
| Заозёрная улица                     | Заозерна вулиця                          | Днепровский район                                                                  |                                              |
| Западная улица                      | Західна вулиця                           | Александровский район                                                              |                                              |
| Заполярная улица                    | Заполярна вулиця                         | Шевченковский район                                                                |                                              |
| Запорожская улица                   | Запорізька вулиця                        | Александровский район                                                              |                                              |
| Запорожсталевская улица             | Запоріжсталівська вулиця                 | Заводский район                                                                    |                                              |
| Заречная улица                      | Зарічна вулиця                           | Днепровский район                                                                  |                                              |
| Заречный переулок                   | Зарічний провулок                        | Днепровский район                                                                  |                                              |
| Заря, переулок                      | Зоря, провулок                           | Вознесеновский район                                                               |                                              |
| Константина Заслонова, улица        | Костянтина Заслонова, вулиця             | Шевченковский район                                                                |                                              |
| 3ачиняева, улица                    | Зачиняєва, вулиця                        | Днепровский район                                                                  |                                              |
| 3вёздный переулок                   | Зоряний провулок                         | Днепровский район                                                                  |                                              |
| Звенигородская улица                | Звенигородська вулиця                    | Днепровский район                                                                  |                                              |
| 3ейская улица                       | Зейська вулиця                           | Заводский район                                                                    |                                              |
| Зелёная улица                       | Зелена вулиця                            | Днепровский район                                                                  |                                              |
| Зеленогорская улица                 | Зеленогірська вулиця                     | Коммунарский район                                                                 |                                              |
| Зеленодольская улица                | Зеленодольська вулиця                    | Шевченковский район                                                                |                                              |
| Зелёный переулок                    | Зелений провулок                         | Шевченковский район                                                                |                                              |
| Зелинского, улица                   | Зелінського, вулиця                      | Вознесеновский район                                                               |                                              |
| Зенитный переулок                   | Зенітний провулок                        | Вознесеновский район                                                               |                                              |
| Зерновая улица                      | Зернова вулиця                           | Днепровский район                                                                  |                                              |
| Зерновой переулок                   | Зерновий провулок                        | Днепровский район                                                                  |                                              |
| Зестафонская улица                  | Зестафонська вулиця                      | Днепровский район                                                                  |                                              |
| Зимняя улица                        | Зимова вулиця                            | Александровский район                                                              |                                              |
| Знаменская улица                    | Знам’янська вулиця                       | Коммунарский район                                                                 |                                              |
| Знаменский переулок                 | Знам’янський провулок                    | Коммунарский район                                                                 |                                              |
| Зои Космодемьянской, улица          | Зої Космодем’янської, вулиця             | Вознесеновский район                                                               |                                              |
| Зорге, улица                        | Зорге, вулиця                            | Шевченковский район                                                                |                                              |
| Ивана Богуна, улица                 | Івана Богуна, вулиця                     | Коммунарский район, Шевченковский район                                            |                                              |
| Ивана Сирко, улица                  | Івана Сірка, вулиця                      | Днепровский район                                                                  |                                              |
| Иванова, улица                      | Іванова, вулиця                          | Шевченковский район                                                                |                                              |
| Ивановская улица                    | Іванівська вулиця                        | Днепровский район                                                                  |                                              |
| Ижевский переулок                   | Іжевський провулок                       | Днепровский район                                                                  |                                              |
| Измаильская улица                   | Ізмаїльська вулиця                       | Шевченковский район                                                                |                                              |
| Благовещенская улица                | Благовіщенська вулиця                    | Александровский район                                                              | Ильича, улица                                |
| Ингульский улица                    | Інгульська вулиця                        | Днепровский район                                                                  |                                              |
| Индустриальная улица                | Індустріальна вулиця                     | Коммунарский район                                                                 |                                              |
| Инженерная площадь                  | Інженерна площа                          | Днепровский район                                                                  |                                              |
| Инженерная улица                    | Інженерна вулиця                         | Шевченковский район                                                                |                                              |
| Институтская улица                  | Інститутська вулиця                      | Александровский район                                                              |                                              |
| Инструментальная улица              | Інструментальна вулиця                   | Днепровский район                                                                  |                                              |
| Интернациональная улица             | Інтернаціональна вулиця                  | Коммунарский район                                                                 |                                              |
| Иркутская улица                     | Іркутська вулиця                         | Заводский район                                                                    |                                              |
| Иртышская улица                     | Іртишська вулиця                         | Шевченковский район                                                                |                                              |
| Искры, улица                        | Іскри, вулиця                            | Днепровский район                                                                  |                                              |
| Истомина, улица                     | Істоміна, вулиця                         | Днепровский район                                                                  |                                              |
| Испытателей, улица                  | Випробувачів, вулиця                     | Хортицкий район                                                                    |                                              |
| Историческая улица                  | Історична вулиця                         | Заводский район                                                                    |                                              |
| Кабардинская улица                  | Кабардинська вулиця                      | Шевченковский район                                                                |                                              |
| Кабельный переулок                  | Кабельний провулок                       | Шевченковский район                                                                |                                              |
| Кавалерийский переулок              | Кавалерійський провулок                  | Шевченковский район                                                                |                                              |
| Кавказский переулок                 | Кавказький провулок                      | Коммунарский район                                                                 |                                              |
| Кадровый переулок                   | Кадровий провулок                        | Днепровский район                                                                  |                                              |
| Казанский переулок                  | Казанський провулок                      | Шевченковский район                                                                |                                              |
| Казачья улица                       | Козача вулиця                            | Александровский район                                                              |                                              |
| Казённый переулок                   | Казенний провулок                        | Александровский район                                                              |                                              |
| Сказочный переулок                  | Казковий провулок                        | Днепровский район                                                                  |                                              |
| Калибровая улица                    | Каліброва вулиця                         | Заводский район                                                                    |                                              |
| Святовладимирская улица             | Святоволодимирівська вулиця              | Коммунарский район                                                                 | Калинина, улица                              |
| Ивана Бабака, улица                 | Івана Бабака, вулиця                     | Вознесеновский район                                                               | Калининградская улица                        |
| Калиновская улица                   | Калинівська вулиця                       | Шевченковский район                                                                |                                              |
| Калнышевского, улица                | Калнишевського, вулиця                   | Хортицкий район                                                                    |                                              |
| Калужская улица                     | Калузька вулиця                          | Шевченковский район                                                                |                                              |
| Каменный переулок                   | Кам’яний провулок                        | Вознесеновский район                                                               |                                              |
| Каменогорская улица                 | Кам’яногірська вулиця                    | Вознесеновский район                                                               |                                              |
| Каменская улица                     | Кам’янська вулиця                        | Заводский район                                                                    |                                              |
| Каменско-Днепровская улица          | Кам’янсько-Дніпровська вулиця            | Днепровский район                                                                  |                                              |
| Камнедробильная улица               | Кам’яноподрібнювальна вулиця             | Шевченковский район                                                                |                                              |
| Камская улица                       | Камська вулиця                           | Заводский район                                                                    |                                              |
| Камчатский переулок                 | Камчатський провулок                     | Шевченковский район                                                                |                                              |
| Канатный переулок                   | Канатний провулок                        | Александровский район                                                              |                                              |
| Каневская улица                     | Канівська вулиця                         | Заводский район                                                                    |                                              |
| Капустная улица                     | Капустяна вулиця                         | Заводский район                                                                    |                                              |
| Карбышева, улица                    | Карбишева, вулиця                        | Шевченковский район                                                                |                                              |
| Карельский переулок                 | Карельський провулок                     | Шевченковский район                                                                |                                              |
| Григория Чечета, улица              | Григорія Чечета, вулиця                  | Шевченковский район                                                                | Карла Либкнехта, улица                       |
| Трансформаторщиков, улица           | Трансформаторників, вулиця               | Днепровский район                                                                  | Карла Маркса, улица                          |
| Кармелюка, улица                    | Кармалюка, вулиця                        | Коммунарский район                                                                 |                                              |
| Карпенко-Карого, улица              | Карпенко-Карого, вулиця                  | Шевченковский район                                                                |                                              |
| Карьерная улица                     | Кар'єрна вулиця                          | Днепровский район                                                                  |                                              |
| Каспийская улица                    | Каспійська вулиця                        | Заводский район                                                                    |                                              |
| Каховская улица                     | Каховська вулиця                         | Днепровский район                                                                  |                                              |
| Качалова, улица                     | Качалова, вулиця                         | Шевченковский район                                                                |                                              |
| Каширский переулок                  | Каширський провулок                      | Шевченковский район                                                                |                                              |
| Каштановая улица                    | Каштанова вулиця                         | Коммунарский район                                                                 |                                              |
| Цветочная улица                     | Квіткова вулиця                          | Коммунарский район                                                                 |                                              |
| Цветущая улица                      | Квітуча вулиця                           | Днепровский район                                                                  |                                              |
| Цветущий переулок                   | Квітучий провулок                        | Днепровский район                                                                  |                                              |
| Кедровая улица                      | Кедрова вулиця                           | Коммунарский район                                                                 |                                              |
| Кедровый переулок                   | Кедровий провулок                        | Заводский район                                                                    |                                              |
| Керченская улица                    | Керченська вулиця                        | Коммунарский район                                                                 |                                              |
| Кибальчича, улица                   | Кибальчича, вулиця                       | Шевченковский район                                                                |                                              |
| Киевская улица                      | Київська вулиця                          | Коммунарский район                                                                 |                                              |
| Оздоровительная улица               | Оздоровча вулиця                         | Коммунарский район                                                                 | КІМу, провулок                               |
| Академика Амосова, улица            | Академіка Амосова, вулиця                | Александровский район                                                              | Кірова, вулиця                               |
| Кировоградская улица                | Кіровоградська вулиця                    | Шевченковский район                                                                |                                              |
| Кирпичная улица                     | Цегельна вулиця                          | Шевченковский район                                                                |                                              |
| Кирпичный переулок                  | Цегельний провулок                       | Шевченковский район                                                                |                                              |
| Кирпичного Завода, улица            | Цегельного заводу, вулиця                | Шевченковский район                                                                |                                              |
| Кишинёвская улица                   | Кишинівська вулиця                       | Коммунарский район                                                                 |                                              |
| Кияшко, улица                       | Кияшка, вулиця                           | Днепровский район                                                                  |                                              |
| Елизаветы Щедрович, улица           | Єлизавети Щедрович, вулиця               | Вознесеновский район                                                               | Клары Цеткин, улица                          |
| Клиническая улица                   | Клінічна вулиця                          | Заводский район                                                                    |                                              |
| Клубная улица                       | Клубна вулиця                            | Днепровский район                                                                  |                                              |
| Ключевая улица                      | Ключова вулиця                           | Заводский район                                                                    |                                              |
| Книжная улица                       | Книжкова вулиця                          | Вознесеновский район                                                               |                                              |
| Кобзаря, улица                      | Кобзаря, вулиця                          | Днепровский район                                                                  |                                              |
| Ковпака, улица                      | Ковпака, вулиця                          | Днепровский район                                                                  |                                              |
| Ковровая улица                      | Килимова вулиця                          | Шевченковский район                                                                |                                              |
| Кожедуба, улица                     | Кожедуба, вулиця                         | Днепровский район                                                                  |                                              |
| Коксовый переулок                   | Коксовий провулок                        | Вознесеновский район                                                               |                                              |
| Коксостроительная улица             | Коксобудівельна вулиця                   | Заводский район                                                                    |                                              |
| Калиновая улица                     | Калинова вулиця                          | Днепровский район                                                                  | Коллонтай, улица                             |
| Чудесный переулок                   | Чудовий провулок                         | Днепровский район                                                                  | Колхозный переулок                           |
| Кольцова, улица                     | Кольцова, вулиця                         | Шевченковский район                                                                |                                              |
| Цветная улица                       | Колерова вулиця                          | Шевченковский район                                                                |                                              |
| Комарова, улица                     | Комарова, вулиця                         | Коммунарский район                                                                 |                                              |
| Комбинатская улица                  | Комбінатська вулиця                      | Заводский район                                                                    |                                              |
| Розенталь, улица                    | Розенталь, вулиця                        | Днепровский район                                                                  | Коминтерна, улица                            |
| Коммунальная улица                  | Комунальна вулиця                        | Шевченковский район                                                                |                                              |
| Приходская улица                    | Приходська вулиця                        | Александровский район                                                              | Коммунаровская улица                         |
| Компрессорная улица                 | Компресорна вулиця                       | Заводский район                                                                    |                                              |
| Сергея Серикова, улица              | Сергія Серікова, вулиця                  | Коммунарский район                                                                 | Комсомольская улица                          |
| Конденсаторный переулок             | Конденсаторний провулок                  | Днепровский район                                                                  |                                              |
| Конечная улица                      | Кінцева вулиця                           | Коммунарский район                                                                 |                                              |
| Конечный переулок                   | Кінцевий провулок                        | Александровский район                                                              |                                              |
| Конотопский переулок                | Конотопський провулок                    | Заводский район                                                                    |                                              |
| Константина Великого, улица         | Костянтина Великого, вулиця              | Александровский район                                                              |                                              |
| Концевой переулок                   | Кінцевий провулок                        | Александровский район                                                              |                                              |
| Кооперативная улица                 | Кооперативна вулиця                      | Александровский район                                                              |                                              |
| Феликса Мовчановского, улица        | Фелікса Мовчановського, вулиця           | Шевченковский район                                                                | Копенкина, улица                             |
| Корабельный переулок                | Корабельний провулок                     | Вознесеновский район                                                               |                                              |
| Короткий переулок                   | Короткий провулок                        | Днепровский район                                                                  |                                              |
| Корчагинская улица                  | Корчагінська вулиця                      | Днепровский район                                                                  |                                              |
| Косарева, улица                     | Косарєва, вулиця                         | Заводский район                                                                    |                                              |
| Косая улица                         | Коса вулиця                              | Коммунарский район                                                                 |                                              |
| Косиора, улица                      | Косіора, вулиця                          | Днепровский район                                                                  |                                              |
| Космическая улица                   | Космічна вулиця                          | Коммунарский район                                                                 |                                              |
| Косогорный переулок                 | Косогірний провулок                      | Заводский район                                                                    |                                              |
| Костюшко, переулок                  | Костюшка, провулок                       | Днепровский район                                                                  |                                              |
| Спартака Маковского, улица          | Спартака Маковського, вулиця             | Шевченковский район                                                                | Косыгина, улица                              |
| Котельникова, улица                 | Котельникова, вулиця                     | Днепровский район                                                                  |                                              |
| Котельный переулок                  | Котельний провулок                       | Вознесеновский район                                                               |                                              |
| Котляревского, улица                | Котляревського, вулиця                   | Днепровский район                                                                  |                                              |
| Млечный Путь, улица                 | Чумацький шлях, вулиця                   | Шевченковский район                                                                | Котовского, улица                            |
| Кочубея, улица                      | Кочубея, вулиця                          | Днепровский район                                                                  |                                              |
| Краевая улица                       | Крайова вулиця                           | Заводский район                                                                    |                                              |
| Крайняя улица                       | Крайня вулиця                            | Вознесеновский район                                                               |                                              |
| Краматорская улица                  | Краматорська вулиця                      | Шевченковский район                                                                |                                              |
| Крамского, улица                    | Крамського, вулиця                       | Коммунарский район                                                                 |                                              |
| Частная улица                       | Приватна вулиця                          | Коммунарский район                                                                 | Красина, улица                               |
| Красная улица                       | Червона вулиця                           | Шевченковский район                                                                |                                              |
| Первая Литейная улица               | Перша Ливарна вулиця                     | Александровский район                                                              | Красногвардейская улица                      |
| Красногорская улица                 | Червоногірська вулиця                    | Шевченковский район                                                                |                                              |
| Красносельский переулок             | Червоносільський провулок                | Заводский район                                                                    |                                              |
| Красноградская улица                | Червоноградська вулиця                   | Шевченковский район                                                                |                                              |
| Краснодонская улица                 | Краснодонська вулиця                     | Вознесеновский район                                                               |                                              |
| Дружбы, улица                       | Дружби, вулиця                           | Днепровский район                                                                  | Червоного Прапора, вулиця                    |
| Красноярская улица                  | Красноярська вулиця                      | Заводский район                                                                    |                                              |
| Крайняя улица                       | Крайня вулиця                            | Шевченковский район                                                                |                                              |
| Крейсерная улица                    | Крейсерна вулиця                         | Коммунарский район                                                                 |                                              |
| Кремлёвская улица                   | Кремлівська вулиця                       | Днепровский район                                                                  |                                              |
| Кремниевый переулок                 | Кремнієвий провулок                      | Заводский район                                                                    |                                              |
| Кржижановского, улица               | Кржижанівського, вулиця                  | Днепровский район                                                                  | Тіссена, вулиця                              |
| Кривоносова, улица                  | Кривоносова, вулиця                      | Шевченковский район                                                                |                                              |
| Криворожская улица                  | Криворізька вулиця                       | Шевченковский район                                                                |                                              |
| Крицевый переулок                   | Крицевий провулок                        | Александровский район                                                              |                                              |
| Кронштадская улица                  | Кронштадська вулиця                      | Вознесеновский район                                                               |                                              |
| Кропивницкого, улица                | Кропивницького, вулиця                   | Коммунарский район                                                                 |                                              |
| Круговая улица                      | Кругова вулиця                           | Шевченковский район                                                                |                                              |
| Крупской, улица                     | Крупської, вулиця                        | Коммунарский район                                                                 | Ветеранська вулиця                           |
| Крутой переулок                     | Крутий провулок                          | Александровский район                                                              |                                              |
| Крутоярская улица                   | Крутоярська вулиця                       | Шевченковский район                                                                |                                              |
| Крылова, улица                      | Крилова, вулиця                          | Александровский район                                                              |                                              |
| Крымский переулок                   | Кримський провулок                       | Вознесеновский район                                                               |                                              |
| Кубинский переулок                  | Кубинський провулок                      | Днепровский район                                                                  |                                              |
| Кубовая улица                       | Кубова вулиця                            | Вознесеновский район                                                               |                                              |
| Кузбасский переулок                 | Кузбазський провулок                     | Заводский район                                                                    |                                              |
| Кузнецкий переулок                  | Ковальський провулок                     | Заводский район                                                                    |                                              |
| Кузнецова, улица                    | Кузнецова, вулиця                        | Шевченковский район                                                                |                                              |
| Кузнечный переулок                  | Ковальський провулок                     | Александровский район                                                              |                                              |
| Кузьмина, улица                     | Кузьміна, вулиця                         | Вознесеновский район                                                               |                                              |
| Игоря Сикорского, улица             | Ігоря Сікорського, вулиця                | Александровский район, Шевченковский район                                         | Куйбышева, улица                             |
| Куликовская улица                   | Куликівська вулиця                       | Шевченковский район                                                                |                                              |
| Культурная улица                    | Культурна вулиця                         | Коммунарский район                                                                 |                                              |
| Купянский переулок                  | Куп’янський провулок                     | Шевченковский район                                                                |                                              |
| Курганная улица                     | Курганна вулиця                          | Днепровский район                                                                  |                                              |
| Курильский переулок                 | Курильський провулок                     | Шевченковский район                                                                |                                              |
| Курортная улица                     | Курортна вулиця                          | Шевченковский район                                                                |                                              |
| Курская улица                       | Курська вулиця                           | Шевченковский район                                                                |                                              |
| Кустанайская улица                  | Кустанайська вулиця                      | Заводский район                                                                    |                                              |
| Кузнечная улица                     | Ковальська вулиця                        | Заводский район                                                                    |                                              |
| Кутузова, улица                     | Кутузова, вулиця                         | Шевченковский район                                                                |                                              |
| Лагерная улица                      | Лагерна вулиця                           | Шевченковский район                                                                |                                              |
| Ладожская улица                     | Ладозька вулиця                          | Днепровский район                                                                  |                                              |
| Лазаретная улица                    | Лазаретна вулиця                         | Коммунарский район                                                                 |                                              |
| Лазо, улица                         | Лазо, вулиця                             | Шевченковский район                                                                | Леоніда Приня, вулиця                        |
| Ландышевый переулок                 | Конваліївський провулок                  | Заводский район                                                                    |                                              |
| Лассаля, улица                      | Лассаля, вулиця                          | Заводский район                                                                    |                                              |
| Латвийская улица                    | Латвійська вулиця                        | Шевченковский район                                                                |                                              |
| Лахтинская улица                    | Лахтинська вулиця                        | Хортицкий район                                                                    |                                              |
| Леваневского, проезд                | Леваневського, проїзд                    | Днепровский район                                                                  |                                              |
| Легендарная улица                   | Легендарна вулиця                        | Коммунарский район                                                                 |                                              |
| Леженко, улица                      | Леженка, вулиця                          | Александровский район                                                              | Затишна вулиця                               |
| Лейтенанта Шмидта, улица            | Лейтенанта Шмидта, вулиця                | Коммунарский район                                                                 |                                              |
| Лейтенантская улица                 | Лейтенанська вулиця                      | Шевченковский район                                                                |                                              |
| Лекарская улица                     | Лікарська вулиця                         | Коммунарский район                                                                 |                                              |
| Запорожская площадь                 | Запорізька площа                         | Днепровский район                                                                  | Леніна, площа                                |
| Соборный проспект                   | Соборний проспект                        | Коммунарский район, Александровский район, Вознесеновский район, Днепровский район | Леніна, проспект                             |
| Ленинградская улица                 | Ленінградська вулиця                     | Коммунарский район                                                                 | Кам’яна вулиця                               |
| Лениногорская улица                 | Леніногорська вулиця                     | Коммунарский район                                                                 |                                              |
| Ленская улица                       | Ленська вулиця                           | Днепровский район                                                                  |                                              |
| Леонида Жаботинского, улица         | Леоніда Жаботинського, вулиця            | Вознесеновский район                                                               | ул. Правды                                   |
| Леонова, улица                      | Леонова, вулиця                          | Днепровский район                                                                  | Шаркова, вулиця                              |
| Леонтовича, улица                   | Леонтовича, вулиця                       | Днепровский район                                                                  |                                              |
| Днепровская улица                   | Дніпровська вулиця                       | Александровский район                                                              | Леппіка, вулиця                              |
| Лермонтова, улица                   | Лермонтова, вулиця                       | Вознесеновский район                                                               |                                              |
| Леси Украинки, улица                | Лесі Українки, вулиця                    | Днепровский район                                                                  |                                              |
| Лесная улица                        | Лісова вулиця                            | Днепровский район                                                                  |                                              |
| Лётный переулок                     | Льотний провулок                         | Шевченковский район                                                                |                                              |
| Лётная улица                        | Льотна вулиця                            | Коммунарский район                                                                 |                                              |
| Лизы Чайкиной, улица                | Лізи Чайкіної, вулиця                    | Заводский район                                                                    |                                              |
| Лиманская улица                     | Лиманська вулиця                         | Шевченковский район                                                                |                                              |
| Линейная улица                      | Лінійна вулиця                           | Александровский район                                                              |                                              |
| Липовецкая улица                    | Липовецька вулиця                        | Шевченковский район                                                                |                                              |
| Лирическая улица                    | Лірична вулиця                           | Шевченковский район                                                                |                                              |
| Лиственный переулок                 | Листяний провулок                        | Шевченковский район                                                                |                                              |
| Листопрокатная улица                | Листопрокатна вулиця                     | Шевченковский район                                                                |                                              |
| Литвинова, улица                    | Литвинова, вулиця                        | Днепровский район                                                                  | Валльмана, вулиця                            |
| Литейная улица                      | Ливарна вулиця                           | Коммунарский район                                                                 |                                              |
| Литературная улица                  | Літературна вулиця                       | Заводский район                                                                    |                                              |
| Лихачёва, улица                     | Лихачова, вулиця                         | Днепровский район                                                                  |                                              |
| Лобановского Валерия, улица         | Лробановського Валерія, вулиця           | Днепровский район                                                                  |                                              |
| Логинова, улица                     | Логинова, вулиця                         | Днепровский район                                                                  |                                              |
| Лодочная улица                      | Човнова вулиця                           | Заводский район                                                                    |                                              |
| Ломаная улица                       | Ламана вулиця                            | Александровский район                                                              |                                              |
| Ломоносова, переулок                | Ломоносова, провулок                     | Днепровский район                                                                  |                                              |
| Лоцманский переулок                 | Лоцманський провулок                     | Александровский район                                                              |                                              |
| Луганская улица                     | Луганська вулиця                         | Коммунарский район                                                                 |                                              |
| Луговая улица                       | Лугова вулиця                            | Шевченковский район                                                                |                                              |
| Луначарского, улица                 | Луначарського, вулиця                    | Коммунарский район                                                                 | Юних залізничників, вулиця                   |
| Луцкий переулок                     | Луцький провулок                         | Шевченковский район                                                                |                                              |
| Лучевая улица                       | Променева вулиця                         | Днепровский район                                                                  |                                              |
| Лыжная улица                        | Лижна вулиця                             | Заводский район                                                                    |                                              |
| Лысенко, переулок                   | Лисенка, провулок                        | Заводский район                                                                    |                                              |
| Магара, улица                       | Магара, вулиця                           | Коммунарский район                                                                 |                                              |
| Магистральная улица                 | Магістральна вулиця                      | Шевченковский район                                                                |                                              |
| Магнитная улица                     | Магнітна вулиця                          | Заводский район                                                                    |                                              |
| Майкопский переулок                 | Майкопський провулок                     | Заводский район                                                                    |                                              |
| Майская улица                       | Травнева вулиця                          | Заводский район                                                                    |                                              |
| Макаренко, улица                    | Макаренка, вулиця                        | Заводский район                                                                    |                                              |
| Макеевский переулок                 | Макіївський провулок                     | Заводский район                                                                    |                                              |
| Малахитовая улица                   | Малахітова вулиця                        | Шевченковский район                                                                |                                              |
| Малая улица                         | Мала вулиця                              | Днепровский район                                                                  |                                              |
| Малика, улица                       | Малика, вулиця                           | Днепровский район                                                                  |                                              |
| Европейская улица                   | Європейська вулиця                       | Коммунарский район                                                                 | Маліновського, вулиця                        |
| Мануильского, улица                 | Мануїльського, вулиця                    | Коммунарский район                                                                 | Зоряна, вулиця                               |
| Марата, улица                       | Марата, вулиця                           | Днепровский район                                                                  |                                              |
| Марганцевая улица                   | Марганцева вулиця                        | Заводский район                                                                    |                                              |
| Мариупольский переулок              | Маріупольський провулок                  | Шевченковский район                                                                |                                              |
| Марко Вовчок, улица                 | Марка Вовчка, вулиця                     | Днепровский район                                                                  |                                              |
| Марселя Кашена, улица               | Марселя Кашена, вулиця                   | Вознесеновский район                                                               |                                              |
| Мартеновская улица                  | Мартенівська вулиця                      | Шевченковский район                                                                |                                              |
| Мартовский переулок                 | Березневий провулок                      | Днепровский район                                                                  |                                              |
| Маршала Чуйкова, улица              | Маршала Чуйкова, вулиця                  | Днепровский район                                                                  |                                              |
| Маршала Судца, улица                | Маршала Судця, вулиця                    | Днепровский район                                                                  |                                              |
| Маршевая улица                      | Маршова вулиця                           | Коммунарский район                                                                 |                                              |
| Матросская улица                    | Матроська вулиця                         | Александровский район                                                              |                                              |
| Мате Залка, улица                   | Мате Залка, вулиця                       | Днепровский район                                                                  | Петра Бузука, вулиця                         |
| Машинная улица                      | Машинна вулиця                           | Заводский район                                                                    |                                              |
| Маяковского, проспект               | Маяковського, проспект                   | Вознесеновский район                                                               |                                              |
| Медведева, улица                    | Медведєва, вулиця                        | Днепровский район                                                                  | Орлова, вулиця                               |
| Медицинская улица                   | Медична вулиця                           | Днепровский район                                                                  |                                              |
| Медная улица                        | Мідна вулиця                             | Шевченковский район                                                                |                                              |
| Медовый улица                       | Медовий провулок                         | Днепровский район                                                                  |                                              |
| Международная улица                 | Міжнародна вулиця                        | Коммунарский район                                                                 |                                              |
| Межевая улица                       | Межова вулиця                            | Коммунарский район                                                                 |                                              |
| Мелитопольский переулок             | Мелітопольський провулок                 | Коммунарский район                                                                 |                                              |
| Мелиоративная улица                 | Меліоративна вулиця                      | Коммунарский район                                                                 |                                              |
| Мельничный переулок                 | Млиновий провулок                        | Александровский район                                                              |                                              |
| Менделеева, улица                   | Менделєєва, вулиця                       | Шевченковский район                                                                |                                              |
| Менжинского, улица                  | Менжинського, вулиця                     | Днепровский район                                                                  | Олени Теліги, вулиця                         |
| Металлистов, улица                  | Металістів, вулиця                       | Заводский район                                                                    |                                              |
| Металлургов, проспект               | Металургів, проспект                     | Днепровский район                                                                  |                                              |
| Метеоритный переулок                | Метеоритний провулок                     | Шевченковский район                                                                |                                              |
| Метрополитеновская улица            | Метрополітенівська вулиця                | Днепровский район                                                                  |                                              |
| Механическая улица                  | Механічна вулиця                         | Коммунарский район                                                                 |                                              |
| Мечникова, улица                    | Мечникова, вулиця                        | Шевченковский район                                                                |                                              |
| Миклея, улица                       | Міклея, вулиця                           | Днепровский район                                                                  |                                              |
| Микояна, улица                      | Мікона, вулиця                           | Шевченковский район                                                                |                                              |
| Минаева, улица                      | Мінаєва, вулиця                          | Александровский район                                                              |                                              |
| Минеральный переулок                | Мінеральний провулок                     | Шевченковский район                                                                |                                              |
| Миномётная улица                    | Мінометна вулиця                         | Коммунарский район                                                                 |                                              |
| Минская улица                       | Мінська вулиця                           | Днепровский район                                                                  |                                              |
| Мира, улица                         | Миру, вулиця                             | Вознесеновский район                                                               |                                              |
| Миргородская улица                  | Миргородська вулиця                      | Днепровский район                                                                  |                                              |
| Мирная улица                        | Мирна вулиця                             | Шевченковский район                                                                |                                              |
| Михайлова, улица                    | Михайлова, вулиця                        | Днепровский район                                                                  |                                              |
| Прочная улица                       | Міцна вулиця                             | Шевченковский район                                                                |                                              |
| Мичурина, улица                     | Мічуріна, вулиця                         | Шевченковский район                                                                |                                              |
| Модельный переулок                  | Модельний провулок                       | Шевченковский район                                                                |                                              |
| Можайская улица                     | Можайська вулиця                         | Заводский район                                                                    |                                              |
| Мозаичный переулок                  | Мозаїчний провулок                       | Шевченковский район                                                                |                                              |
| Мокрянская улица                    | Мокрянська вулиця                        | Шевченковский район                                                                |                                              |
| Молдавская улица                    | Молдавська вулиця                        | Коммунарский район                                                                 |                                              |
| Молодёжная улица                    | Молодіжна вулиця                         | Заводский район                                                                    |                                              |
| Молодогвардейская улица             | Молодогвардійська вулиця                 | Шевченковский район                                                                |                                              |
| Молочная улица                      | Молочна вулиця                           | Шевченковский район                                                                |                                              |
| Мятежный переулок                   | Заколотний провулок                      | Днепровский район                                                                  |                                              |
| Морской переулок                    | Морський провулок                        | Шевченковский район                                                                |                                              |
| Морфлотская улица                   | Морфлотська вулиця                       | Заводский район                                                                    |                                              |
| Москвина, улица                     | Москвіна, вулиця                         | Заводский район                                                                    |                                              |
| Москворецкая улица                  | Москворецька вулиця                      | Шевченковский район                                                                |                                              |
| Московская улица                    | Московська вулиця                        | Шевченковский район                                                                |                                              |
| Мостовой переулок                   | Мостовий провулок                        | Коммунарский район                                                                 |                                              |
| Моторный переулок                   | Моторний провулок                        | Шевченковский район                                                                |                                              |
| Моховая улица                       | Мохова вулиця                            | Шевченковский район                                                                |                                              |
| Мраморный переулок                  | Мармуровий провулок                      | Шевченковский район                                                                |                                              |
| Мужайло, улица                      | Мужайла, вулиця                          | Днепровский район                                                                  |                                              |
| Музейная улица                      | Музейна вулиця                           | Днепровский район                                                                  |                                              |
| Музыкальная улица                   | Музична вулиця                           | Коммунарский район                                                                 |                                              |
| Муравьёва, улица                    | Муравйова, вулиця                        | Александровский район                                                              | Зоряна, вулиця                               |
| Мурманская улица                    | Мурманська вулиця                        | Днепровский район                                                                  |                                              |
| Мусоргского, улица                  | Мусоргського, вулиця                     | Шевченковский район                                                                |                                              |
| Охотничий переулок                  | Мисливський провулок                     | Шевченковский район                                                                |                                              |
| Мытищенский переулок                | Митищінський провулок                    | Шевченковский район                                                                |                                              |
| Нагнибиды, улица                    | Нагнибіди, вулиця                        | Коммунарский район                                                                 |                                              |
| Набережная улица                    | Набережна вулиця                         | Днепровский район                                                                  |                                              |
| Нагорная улица                      | Нагірна вулиця                           | Коммунарский район                                                                 |                                              |
| Наклонная улица                     | Похила вулиця                            | Заводский район                                                                    |                                              |
| Наливайко, улица                    | Наливайка, вулиця                        | Днепровский район                                                                  |                                              |
| Нариманова, улица                   | Наріманова, вулиця                       | Шевченковский район                                                                | Сергія Синенка, вулиця                       |
| Народный переулок                   | Народний провулок                        | Шевченковский район                                                                |                                              |
| Насосная улица                      | Насосна вулиця                           | Заводский район                                                                    |                                              |
| Натальевская улица                  | Наталіївська вулиця                      | Шевченковский район                                                                |                                              |
| Начальная улица                     | Початкова вулиця                         | Заводский район                                                                    |                                              |
| Невельского, переулок               | Невельського, провулок                   | Заводский район                                                                    |                                              |
| Невская улица                       | Невська вулиця                           | Коммунарский район                                                                 |                                              |
| Неженская улица                     | Ніжинська вулиця                         | Заводский район                                                                    |                                              |
| Нежинский переулок                  | Ніжинський провулок                      | Заводский район                                                                    |                                              |
| Немировича-Данченко, улица          | Немировича-Данченка, вулиця              | Вознесеновский район (Запорожье)                                                   |                                              |
| Ненецкий переулок                   | Ненецький провулок                       | Днепровский район                                                                  |                                              |
| Нестерова, улица                    | Нестерова, вулиця                        | Шевченковский район                                                                |                                              |
| Нижегородский переулок              | Нижньогородський провулок                | Шевченковский район                                                                |                                              |
| Нижнеднепровская улица              | Нижньодніпровська вулиця                 | Вознесеновский район                                                               |                                              |
| Нижний переулок                     | Нижній провулок                          | Шевченковский район                                                                |                                              |
| Нижняя улица                        | Нижня вулиця                             | Вознесеновский район                                                               |                                              |
| Низовой переулок                    | Низовий провулок                         | Александровский район                                                              |                                              |
| Никитина, улица                     | Нікітіна, вулиця                         | Днепровский район                                                                  |                                              |
| Николаевой-Терешковой, улица        | Миколаєвої-Терешкової, вулиця            | Днепровский район                                                                  |                                              |
| Николаевский переулок               | Миколаївський провулок                   | Шевченковский район                                                                |                                              |
| Николая Краснова, улица             | Миколи Краснова, вулиця                  | Шевченковский район                                                                |                                              |
| Николая Руднева, улица              | Миколи Руднєва, вулиця                   | Днепровский район                                                                  | Вернадського, вулиця                         |
| Никопольская улица                  | Нікопольська вулиця                      | Шевченковский район                                                                |                                              |
| Новаторская улица                   | Новаторська вулиця                       | Шевченковский район                                                                |                                              |
| Новая улица                         | Нова вулиця                              | Заводский район                                                                    |                                              |
| Новгородская улица                  | Новгородська вулиця                      | Хортицкий район                                                                    |                                              |
| Новогодняя улица                    | Новорічна вулиця                         | Шевченковский район                                                                |                                              |
| Новокузнецкая улица                 | Новокузнецька вулиця                     | Коммунарский район                                                                 |                                              |
| Новомосковская улица                | Новомосовська вулиця                     | Коммунарский район                                                                 |                                              |
| Новороссийская улица                | Новоросійська вулиця                     | Шевченковский район                                                                |                                              |
| Новосёловская улица                 | Новоселівська вулиця                     | Заводский район                                                                    |                                              |
| Новосибирская улица                 | Новосибірська вулиця                     | Шевченковский район                                                                |                                              |
| Новочеркасская улица                | Новочеркаська вулиця                     | Заводский район                                                                    |                                              |
| Ногина, улица                       | Ногіна, вулиця                           | Днепровский район                                                                  | Ольги Кобилянської, вулиця                   |
| Ноябрьский переулок                 | Листопадовий провулок                    | Заводский район                                                                    |                                              |
| Новостроек, улица                   | Новобудов, вулиця                        | Днепровский район                                                                  |                                              |
| Норильская улица                    | Норильська вулиця                        | Днепровский район                                                                  |                                              |
| Н. Г. Курузова, улица               | Н. Г. Курузова                           | Днепровский район                                                                  |                                              |
| Оборонная улица                     | Оборонна вулиця                          | Шевченковский район                                                                |                                              |
| Образцовая улица                    | Зразкова вулиця                          | Заводский район                                                                    |                                              |
| Огарёва, улица                      | Огарьова, вулиця                         | Днепровский район                                                                  |                                              |
| Огневой переулок                    | Вогневий провулок                        | Заводский район                                                                    |                                              |
| Огнеупорная улица                   | Вогнетривка вулиця                       | Заводский район                                                                    |                                              |
| Огородная улица                     | Городня вулиця                           | Коммунарский район                                                                 |                                              |
| Одесская улица                      | Одеська вулиця                           | Днепровский район                                                                  |                                              |
| Озёрный переулок                    | Озерний провулок                         | Шевченковский район                                                                |                                              |
| Окружная улица                      | Окружна вулиця                           | Шевченковский район                                                                |                                              |
| Окская улица                        | Окська вулиця                            | Коммунарский район                                                                 |                                              |
| Октябрьская улица                   | Жовтнева вулиця                          | Александровский район                                                              | Гуляйпільська вулиця                         |
| Олега Кошевого, улица               | Олега Кошового, вулиця                   | Вознесеновский район                                                               |                                              |
| Олеко Дундича, улица                | Олеко Дундича, вулиця                    | Заводский район                                                                    | Лазурна вулиця                               |
| Олимпийская улица                   | Олімпійська вулиця                       | Коммунарский район                                                                 |                                              |
| Омельченко, улица                   | Омельченка, вулиця                       | Шевченковский район                                                                |                                              |
| Омская улица                        | Омська вулиця                            | Шевченковский район                                                                |                                              |
| Онежский переулок                   | Онезький провулок                        | Заводский район                                                                    |                                              |
| Оранжерейный переулок               | Оранжерейний провулок                    | Коммунарский район                                                                 |                                              |
| Оранжерейная улица                  | Оранжерейна вулиця                       | Коммунарский район                                                                 |                                              |
| Павлокичкасская улица               | Павлокічкаська вулиця                    | Заводский район                                                                    | Орджонікідзе, вулиця                         |
| Оренбургская улица                  | Оренгбурзька вулиця                      | Заводский район                                                                    |                                              |
| Ореховская улица                    | Оріхівська вулиця                        | Шевченковский район                                                                |                                              |
| Ореховское шоссе                    | Оріхівське шосе                          | Коммунарский район                                                                 |                                              |
| Ореховский переулок                 | Оріхівський провулок                     | Заводский район                                                                    |                                              |
| Орликов переулок                    | Орликів провулок                         | Шевченковский район                                                                |                                              |
| Орловская улица                     | Орловська вулиця                         | Заводский район                                                                    |                                              |
| Оружейный переулок                  | Збройовий провулок                       | Заводский район                                                                    |                                              |
| Освобождённая улица                 | Звільнена вулиця                         | Шевченковский район                                                                |                                              |
| Осенняя улица                       | Осіння вулиця                            | Александровский район                                                              |                                              |
| Осипенко, улица                     | Осипенка, вулиця                         | Коммунарский район                                                                 |                                              |
| Основная улица                      | Основна вулиця                           | Заводский район                                                                    |                                              |
| Осоавиахима, улица                  | Осоавіахіма, вулиця                      | Днепровский район                                                                  |                                              |
| Остапа Вишни, улица                 | Остапа Вишні, вулиця                     | Днепровский район                                                                  |                                              |
| Островского, улица                  | Островського, вулиця                     | Коммунарский район                                                                 |                                              |
| Отечественный бульвар               | Вітчизняний бульвар                      | Шевченковский район                                                                |                                              |
| Открытый переулок                   | Відкритий провулок                       | Шевченковский район                                                                |                                              |
| Отрадный переулок                   | Відрадний провулок                       | Шевченковский район                                                                |                                              |
| Отто Шмидта, улица                  | Отто Шмідта, вулиця                      | Днепровский район                                                                  |                                              |
| Офицерская улица                    | Офіцерська вулиця                        | Шевченковский район                                                                |                                              |
| Очаковская улица                    | Очаківська вулиця                        | Коммунарский район                                                                 |                                              |
| Павлика Морозова, улица             | Павлика Морозова, вулиця                 | Шевченковский район                                                                |                                              |
| Павлоградская улица                 | Павлоградська вулиця                     | Коммунарский район                                                                 |                                              |
| Палия, переулок                     | Палія, провулок                          | Днепровский район                                                                  |                                              |
| Памирская улица                     | Памірська вулиця                         | Шевченковский район                                                                |                                              |
| Памятный переулок                   | Пам’ятний провулок                       | Днепровский район                                                                  |                                              |
| Панаса Мирного, улица               | Панаса Мирного, вулиця                   | Днепровский район                                                                  |                                              |
| Панельная улица                     | Панельна вулиця                          | Шевченковский район                                                                |                                              |
| Панфёрова, улица                    | Панфьорова, вулиця                       | Шевченковский район                                                                |                                              |
| Панфиловцев, улица                  | Панфіловців, вулиця                      | Вознесеновский район                                                               |                                              |
| Параллельная улица                  | Паралельна вулиця                        | Шевченковский район                                                                |                                              |
| Парамонова, улица                   | Парамонова, вулиця                       | Коммунарский район                                                                 |                                              |
| Парашютная улица                    | Парашутна вулиця                         | Коммунарский район                                                                 |                                              |
| Парижской Коммуны, улица            | Паризької Комуни, вулиця                 | Шевченковский район                                                                |                                              |
| Партизанская улица                  | Партизанська вулиця                      | Коммунарский район                                                                 |                                              |
| Пархоменко, улица                   | Пархоменка, вулиця                       | Шевченковский район                                                                |                                              |
| Паторжинского, улица                | Паторжинського, вулиця                   | Шевченковский район                                                                |                                              |
| Патриотическая улица                | Патріотична вулиця                       | Вознесеновский район                                                               |                                              |
| Пензенский переулок                 | Пензенський провулок                     | Шевченковский район                                                                |                                              |
| Первая Московская улица             | Перша Московська вулиця                  | Александровский район                                                              |                                              |
| Первомайская улица                  | Першотравнева вулиця                     | Александровский район                                                              |                                              |
| Передаточная улица                  | Передатна вулиця                         | Шевченковский район                                                                |                                              |
| Передовая улица                     | Передова вулиця                          | Заводский район                                                                    |                                              |
| Перекопская улица                   | Перекопська вулиця                       | Коммунарский район                                                                 |                                              |
| Перекопский переулок                | Перекопський провулок                    | Вознесеновский район                                                               |                                              |
| Переяславский переулок              | Переяславський провулок                  | Заводский район                                                                    |                                              |
| Перспективная переулок              | Перспективний провулок                   | Заводский район                                                                    |                                              |
| Пестеля, улица                      | Пестеля, вулиця                          | Александровский район                                                              |                                              |
| Песчаная улица                      | Піщана вулиця                            | Днепровский район                                                                  |                                              |
| Григория Квитки-Основьяненко, улица | Григорія Квітки-Основ’яненко, вулиця     | Шевченковский район                                                                | Петровського, вулиця                         |
| Пехотная улица                      | Піхотна вулиця                           | Шевченковский район                                                                |                                              |
| Печерский переулок                  | Печерький провулок                       | Шевченковский район                                                                |                                              |
| Пешеходный переулок                 | Пішохідний провулок                      | Шевченковский район                                                                |                                              |
| Пилотов, улица                      | Пілотів, вулиця                          | Шевченковский район                                                                |                                              |
| Пионерская улица                    | Піонерська вулиця                        | Коммунарский район                                                                 |                                              |
| Пионерский переулок                 | Піонерський провулок                     | Днепровский район                                                                  |                                              |
| Пирогова, улица                     | Пирогова, вулиця                         | Днепровский район                                                                  |                                              |
| Писарева, переулок                  | Писарєва, провулок                       | Днепровский район                                                                  |                                              |
| Письменная улица                    | Письменна вулиця                         | Днепровский район                                                                  |                                              |
| Пищевая улица                       | Харчова вулиця                           | Шевченковский район                                                                |                                              |
| Плавневая улица                     | Плавнева вулиця                          | Коммунарский район                                                                 |                                              |
| Планёрная улица                     | Планерна вулиця                          | Коммунарский район                                                                 |                                              |
| Плановый переулок                   | Плановий провулок                        | Заводский район                                                                    |                                              |
| Платова, улица                      | Платова, вулиця                          | Днепровский район                                                                  |                                              |
| Плеханова, улица                    | Плеханова, вулиця                        | Коммунарский район                                                                 | Агрономічна вулиця                           |
| Плотинная улица                     | Гребельна вулиця                         | Днепровский район                                                                  |                                              |
| Победы, улица                       | Перемоги, вулиця                         | Вознесеновский район                                                               |                                              |
| Подбережная улица                   | Підбережна вулиця                        | Вознесеновский район                                                               |                                              |
| Подвойского, улица                  | Подвойського, вулиця                     | Днепровский район                                                                  | Веденеєва, вулиця                            |
| Подгорная улица                     | Підгірна вулиця                          | Днепровский район                                                                  |                                              |
| Подлесная улица                     | Підлісна вулиця                          | Шевченковский район                                                                |                                              |
| Подмосковная улица                  | Підмосковна вулиця                       | Шевченковский район                                                                |                                              |
| Подпорожняя улица                   | Підпоріжна вулиця                        | Заводский район                                                                    |                                              |
| Подольская улица                    | Подільська вулиця                        | Шевченковский район                                                                |                                              |
| Пожарского, улица                   | Пожарського, вулиця                      | Днепровский район                                                                  |                                              |
| Полевая улица                       | Польова вулиця                           | Коммунарский район                                                                 |                                              |
| Полесская улица                     | Поліська вулиця                          | Заводский район                                                                    |                                              |
| Полесская улица                     | Поліська вулиця                          | Днепровский район                                                                  |                                              |
| Полетаева, улица                    | Полєтаєва, вулиця                        | Шевченковский район                                                                |                                              |
| Поликлиническая улица               | Поліклінічна вулиця                      | Коммунарский район                                                                 |                                              |
| Политехническая улица               | Політехнічна вулиця                      | Заводский район                                                                    |                                              |
| Политкаторжан, улица                | Політкаторжан, вулиця                    | Коммунарский район                                                                 |                                              |
| Полковой переулок                   | Полковий провулок                        | Шевченковский район                                                                |                                              |
| Половецкая улица                    | Половецька вулиця                        | Днепровский район                                                                  |                                              |
| Полтавская улица                    | Полтавська вулиця                        | Шевченковский район                                                                |                                              |
| Полякова, улица                     | Полякова, вулиця                         | Шевченковский район                                                                |                                              |
| Полярная улица                      | Полярна вулиця                           | Шевченковский район                                                                |                                              |
| Понтонный переулок                  | Понтонний провулок                       | Днепровский район                                                                  |                                              |
| Поперечная улица                    | Поперечна вулиця                         | Александровский район                                                              |                                              |
| Попова, улица                       | Попова, вулиця                           | Шевченковский район                                                                |                                              |
| Портовая улица                      | Портова вулиця                           | Днепровский район                                                                  |                                              |
| Посадочная улица                    | Посадочна вулиця                         | Заводский район                                                                    |                                              |
| Поселковая улица                    | Селищна вулиця                           | Заводский район                                                                    |                                              |
| Постовая улица                      | Постова вулиця                           | Шевченковский район                                                                |                                              |
| Потешная улица                      | Потішна вулиця                           | Шевченковский район                                                                |                                              |
| Поточная улица                      | Поточна вулиця                           | Вознесеновский район                                                               |                                              |
| Почтовый переулок                   | Поштовий провулок                        | Шевченковский район                                                                |                                              |
| Пресненский переулок                | Пресненський провулок                    | Шевченковский район                                                                |                                              |
| Пржевальского, улица                | Пржевальського, вулиця                   | Коммунарский район                                                                 |                                              |
| Прибалочная улица                   | Прибалкова вулиця                        | Шевченковский район                                                                |                                              |
| Прибрежный переулок                 | Прибережний провулок                     | Шевченковский район                                                                |                                              |
| Привокзальная площадь               | Привокзальна площа                       | Коммунарский район                                                                 |                                              |
| Приволжский переулок                | Приволзький провулок                     | Александровский район                                                              |                                              |
| Приднепровская улица                | Придніпровська вулиця                    | Заводский район                                                                    |                                              |
| Придорожный переулок                | Придорожний провулок                     | Шевченковский район                                                                |                                              |
| Приовражная улица                   | Прияружна вулиця                         | Заводский район                                                                    |                                              |
| Природная улица                     | Природна вулиця                          | Шевченковский район                                                                |                                              |
| Приозёрная улица                    | Приозерна вулиця                         | Шевченковский район                                                                |                                              |
| Причальная улица                    | Причальна вулиця                         | Заводский район                                                                    |                                              |
| Прогрессивная улица                 | Прогресивна вулиця                       | Днепровский район                                                                  |                                              |
| Продольная улица                    | Продольна вулиця                         | Коммунарский район                                                                 |                                              |
| Проездная улица                     | Проїзна вулиця                           | Заводский район                                                                    |                                              |
| Производственная улица              | Виробнича вулиця                         | Шевченковский район                                                                |                                              |
| Прокатная улица                     | Прокатна вулиця                          | Шевченковский район                                                                |                                              |
| Пролетарская улица                  | Пролетарська вулиця                      | Александровский район                                                              |                                              |
| Промысловая улица                   | Промислова вулиця                        | Коммунарский район                                                                 |                                              |
| Прорезной переулок                  | Прорізний провулок                       | Александровский район                                                              |                                              |
| Профинтерна, улица                  | Профінтерну, вулиця                      | Вознесеновский район                                                               |                                              |
| Профсоюзная улица                   | Профспілкова вулиця                      | Заводский район                                                                    |                                              |
| Профсоюзов, площадь                 | Профспілок, площа                        | Вознесеновский район                                                               |                                              |
| Прохладный переулок                 | Прохолодний провулок                     | Днепровский район                                                                  |                                              |
| Проходной переулок                  | Прохідний провулок                       | Шевченковский район                                                                |                                              |
| Прудовая улица                      | Ставкова вулиця                          | Шевченковский район                                                                |                                              |
| Прямой переулок                     | Прямий провулок                          | Днепровский район                                                                  |                                              |
| Пугачёва, улица                     | Пугачова, вулиця                         | Днепровский район                                                                  |                                              |
| Путейская улица                     | Путійська вулиця                         | Заводский район                                                                    |                                              |
| Пушкина, улица                      | Пушкіна, вулиця                          | Александровский район                                                              |                                              |
| Поэтичный переулок                  | Поетичний провулок                       | Шевченковский район                                                                |                                              |
| 50-летия СССР, сквер                | 50-річчя СРСР, сквер                     | Вознесеновский район                                                               | сквер ім. Валентина Яланськогоо              |
| Рабочая улица                       | Робоча вулиця                            | Днепровский район                                                                  |                                              |
| Радиаторная улица                   | Радіаторна вулиця                        | Заводский район                                                                    |                                              |
| Радио, улица                        | Радіо, вулиця                            | Шевченковский район                                                                |                                              |
| Радистов, улица                     | Радистів, вулиця                         | Шевченковский район                                                                |                                              |
| Радищева, улица                     | Радіщева, вулиця                         | Шевченковский район                                                                |                                              |
| Радостная улица                     | Радісна вулиця                           | Шевченковский район                                                                |                                              |
| Радужная улица                      | Райдужна вулиця                          | Вознесеновский район                                                               |                                              |
| Раевского, улица                    | Раєвського, вулиця                       | Шевченковский район                                                                |                                              |
| Ракетная улица                      | Ракетна вулиця                           | Коммунарский район, Шевченковский район                                            |                                              |
| Ракушечный переулок                 | Черепашковий провулок                    | Заводский район                                                                    |                                              |
| Расковой, улица                     | Раскової, вулиця                         | Шевченковский район                                                                |                                              |
| Рахманинова, улица                  | Рахманінова, вулиця                      | Шевченковский район                                                                |                                              |
| Реактивная улица                    | Реактивна вулиця                         | Заводский район                                                                    |                                              |
| Революционная улица                 | Революційна вулиця                       | Александровский район                                                              |                                              |
| Редакционная улица                  | Редакційна вулиця                        | Заводский район                                                                    |                                              |
| Реконструктивная улица              | Реконструктивна вулиця                   | Коммунарский район                                                                 |                                              |
| Рекордная улица                     | Рекордна вулиця                          | Днепровский район, Вознесеновский район                                            |                                              |
| Рельефная улица                     | Рельєфна вулиця                          | Днепровский район                                                                  |                                              |
| Рельсовая улица                     | Рейкова вулиця                           | Заводский район                                                                    |                                              |
| Ремесленная улица                   | Реміснича вулиця                         | Заводский район                                                                    |                                              |
| Ремонтная улица                     | Ремонтна вулиця                          | Заводский район                                                                    |                                              |
| Репина, улица                       | Рєпіна, вулиця                           | Коммунарский район                                                                 |                                              |
| Республиканская улица               | Республіканська вулиця                   | Заводский район                                                                    |                                              |
| Реутского, переулок                 | Реутського, провулок                     | Заводский район                                                                    |                                              |
| Речная улица                        | Річкова вулиця                           | Заводский район                                                                    |                                              |
| Ржевский переулок                   | Ржевський провулок                       | Днепровский район                                                                  |                                              |
| Рижская улица                       | Ризька вулиця                            | Днепровский район                                                                  |                                              |
| Ровенская улица                     | Рівненська вулиця                        | Шевченковский район                                                                |                                              |
| Родниковый переулок                 | Джерельний провулок                      | Днепровский район                                                                  |                                              |
| Розваги, улица                      | Розваги, вулиця                          | Днепровский район                                                                  |                                              |
| Розы Люксембург, улица              | Рози Люксембург, вулиця                  | Шевченковский район                                                                | Миколи Хвильового, вулиця                    |
| Роскошный переулок                  | Розкішний провулок                       | Вознесеновский район                                                               |                                              |
| Россошанская улица                  | Росошанська вулиця                       | Днепровский район                                                                  |                                              |
| Ростовская улица                    | Ростовська вулиця                        | Коммунарский район                                                                 |                                              |
| Рубана, улица                       | Рубана, вулиця                           | Хортицкий район                                                                    |                                              |
| Рудный переулок                     | Рудний провулок                          | Вознесеновский район                                                               |                                              |
| Русская улица                       | Руська вулиця                            | Коммунарский район                                                                 |                                              |
| Руставели, улица                    | Руставелі, вулиця                        | Шевченковский район                                                                |                                              |
| Рустави, улица                      | Руставі, вулиця                          | Днепровский район                                                                  |                                              |
| Рылеева, улица                      | Рилєєва, вулиця                          | Александровский район                                                              |                                              |
| Рыльского, улица                    | Рильського, вулиця                       | Днепровский район                                                                  |                                              |
| Рябиновая улица                     | Горобинова вулиця                        | Заводский район                                                                    |                                              |
| Рязанская улица                     | Рязанська вулиця                         | Коммунарский район                                                                 |                                              |
| Рясная улица                        | Рясна вулиця                             | Коммунарский район                                                                 |                                              |
| Садовая улица                       | Садова вулиця                            | Коммунарский район                                                                 |                                              |
| Садоводства, улица                  | Садівництва, вулиця                      | Шевченковский район                                                                |                                              |
| Сакко и Ванцетти, улица             | Сакко та Ванцетті, вулиця                | Днепровский район                                                                  |                                              |
| Салавата Юлаева, улица              | Салавата Юлаєва, вулиця                  | Днепровский район                                                                  |                                              |
| Сальский переулок                   | Сальський провулок                       | Днепровский район                                                                  |                                              |
| Самарская улица                     | Самарська вулиця                         | Коммунарский район                                                                 |                                              |
| Самотёчный переулок                 | Самотічна вулиця                         | Коммунарский район                                                                 |                                              |
| Самолётная улица                    | Літакова вулиця                          | Коммунарский район                                                                 |                                              |
| Самоцветная улица                   | Самоцвітна вулиця                        | Вознесеновский район                                                               |                                              |
| Санаторная улица                    | Санаторна вулиця                         | Днепровский район                                                                  |                                              |
| Санитарная улица                    | Санітарна вулиця                         | Коммунарский район                                                                 |                                              |
| Сапёрная улица                      | Саперна вулиця                           | Коммунарский район                                                                 |                                              |
| Сахалинская улица                   | Сахалінська вулиця                       | Шевченковский район                                                                |                                              |
| Свердлова, улица                    | Свердлова, вулиця                        | Александровский район                                                              | Покровська вулиця                            |
| Светловодская улица                 | Світловодська вулиця                     | Заводский район                                                                    |                                              |
| Светлогорская улица                 | Світлогірська вулиця                     | Шевченковский район                                                                |                                              |
| Светлодолинский переулок            | Світлодолинський провулок                | Заводский район                                                                    |                                              |
| Световой переулок                   | Світловий провулок                       | Александровский район                                                              |                                              |
| Свирский переулок                   | Свірський провулок                       | Шевченковский район                                                                |                                              |
| Свободы, улица                      | Свободи, вулиця                          | Коммунарский район                                                                 |                                              |
| Севастопольская улица               | Севастопольська вулиця                   | Шевченковский район                                                                |                                              |
| Северная улица                      | Північна вулиця                          | Шевченковский район                                                                |                                              |
| Северное шоссе                      | Північне шоссе                           | Заводский район, Днепровский район                                                 |                                              |
| Северокольцевая улица               | Північнокільцева вулиця                  | Коммунарский район                                                                 |                                              |
| Седова, улица                       | Сєдова, вулиця                           | Вознесеновский район                                                               |                                              |
| Сельская улица                      | Сільська вулиця                          | Днепровский район                                                                  |                                              |
| Семафорная улица                    | Семафорна вулиця                         | Александровский район                                                              |                                              |
| Семашко, улица                      | Семашка, вулиця                          | Шевченковский район                                                                |                                              |
| Симиренко, улица                    | Симиренка, вулиця                        | Днепровский район                                                                  |                                              |
| Сенная улица                        | Сінна вулиця                             | Коммунарский район                                                                 |                                              |
| Серафимовича, улица                 | Серафимовича, вулиця                     | Коммунарский район                                                                 |                                              |
| Сергея Королёва, улица              | Сергія Корольова, вулиця                 | Днепровский район                                                                  |                                              |
| Сергея Тюленина, улица              | Сергія Тюленіна, вулиця                  | Вознесеновский район                                                               |                                              |
| Серебристый переулок                | Срібний провулок                         | Днепровский район                                                                  |                                              |
| Серова, улица                       | Сєрова, вулиця                           | Коммунарский район                                                                 |                                              |
| Серова, переулок                    | Сєрова, провулок                         | Шевченковский район                                                                |                                              |
| Серпуховская улица                  | Серпухівська вулиця                      | Шевченковский район                                                                |                                              |
| Сеченова, улица                     | Сєченова, вулиця                         | Заводский район                                                                    |                                              |
| Сечевая улица                       | Січова вулиця                            | Шевченковский район                                                                |                                              |
| Сибирская улица                     | Сибірська вулиця                         | Днепровский район                                                                  |                                              |
| Сивашская улица                     | Сиваська вулиця                          | Коммунарский район                                                                 |                                              |
| Силовая улица                       | Силова вулиця                            | Днепровский район                                                                  |                                              |
| Симбирский переулок                 | Симбірський провулок                     | Днепровский район                                                                  |                                              |
| Симферопольский переулок            | Сімферопольський провулок                | Шевченковский район                                                                |                                              |
| Симфоническая улица                 | Симфонічна вулиця                        | Александровский район                                                              |                                              |
| Синельниковская улица               | Синельниківська вулиця                   | Заводский район                                                                    |                                              |
| Сиреневая улица                     | Бузкова вулиця                           | Шевченковский район                                                                |                                              |
| Скалистая улица                     | Скеляста вулиця                          | Днепровский район                                                                  |                                              |
| Скальная улица                      | Скельна вулиця                           | Днепровский район                                                                  |                                              |
| Сквозная улица                      | Наскрізна вулиця                         | Заводский район                                                                    |                                              |
| Скворцова, улица                    | Скворцова, вулиця                        | Заводский район                                                                    |                                              |
| Сковороды, улица                    | Сковороди, вулиця                        | Днепровский район                                                                  |                                              |
| Складская улица                     | Складська вулиця                         | Коммунарский район                                                                 |                                              |
| Скрябина, улица                     | Скрябіна, вулиця                         | Днепровский район                                                                  |                                              |
| Скульптурная улица                  | Скульптурна вулиця                       | Шевченковский район                                                                |                                              |
| Славгородская улица                 | Славгородська вулиця                     | Заводский район                                                                    |                                              |
| Славутича, улица                    | Славутича, вулиця                        | Днепровский район                                                                  |                                              |
| Славы, улица                        | Слави, вулиця                            | Шевченковский район                                                                |                                              |
| Славянская улица                    | Слов'янська вулиця                       | Шевченковский район                                                                |                                              |
| Сланцевая улица                     | Сланцева вулиця                          | Коммунарский район                                                                 |                                              |
| Смежный переулок                    | Суміжний провулок                        | Заводский район                                                                    |                                              |
| Смоленская улица                    | Смоленська вулиця                        | Шевченковский район                                                                |                                              |
| Снайперская улица                   | Снайперська вулиця                       | Коммунарский район                                                                 |                                              |
| Снежный переулок                    | Сніжний провулок                         | Заводский район                                                                    |                                              |
| Академика Чабаненка, улица          | Академіка Чабаненка, вулиця              | Александровский район                                                              | Радянська вулиця                             |
| Университетская площадь             | Університетський майдан                  | Александровский район                                                              | Радянська площа                              |
| Советский проспект                  | Радянський проспект                      | Днепровский район                                                                  | Преображенського, проспект                   |
| Совхозная улица                     | Радгоспна вулиця                         | Коммунарский район                                                                 |                                              |
| Соколиный переулок                  | Соколиний провулок                       | Шевченковский район                                                                |                                              |
| Солидарности, улица                 | Солідарності, вулиця                     | Заводский район                                                                    |                                              |
| Солнечная улица                     | Сонячна вулиця                           | Александровский район                                                              |                                              |
| Соляной переулок                    | Соляний провулок                         | Шевченковский район                                                                |                                              |
| 40 лет Октября, улица               | 40 років Жовтня, вулиця                  | Днепровский район                                                                  | Катерини Рубчакової, вулиця                  |
| 40-летия Победы, проспект           | 40-річчя Перемоги, проспект              | Коммунарский район                                                                 |                                              |
| 40 лет Советской Украины, улица     | 40 років Радянської України, вулиця      | Днепровский район, Вознесеновский район                                            | Преображенського, вулиця або Вегмана, вулиця |
| Сортировочная улица                 | Сортувальна вулиця                       | Днепровский район                                                                  |                                              |
| Сосновая улица                      | Соснова вулиця                           | Заводский район                                                                    |                                              |
| Сосюры, улица                       | Сосюри, вулиця                           | Днепровский район                                                                  |                                              |
| Софиевская улица                    | Софіївська вулиця                        | Заводский район                                                                    |                                              |
| Софьи Перовской, улица              | Срфії Перовської, вулиця                 | Заводский район                                                                    |                                              |
| Социалистическая улица              | Соціалістична вулиця                     | Заводский район                                                                    | Успішна вулиця                               |
| Сочинский переулок                  | Сочинський провулок                      | Шевченковский район                                                                |                                              |
| Союзная улица                       | Союзна вулиця                            | Заводский район                                                                    |                                              |
| Спартаковская улица                 | Спартаківська вулиця                     | Коммунарский район                                                                 |                                              |
| Средняя улица                       | Середня вулиця                           | Заводский район                                                                    |                                              |
| Ставропольский переулок             | Ставропольський провулок                 | Днепровский район                                                                  |                                              |
| Стадионная улица                    | Стадіонна вулиця                         | Днепровский район                                                                  |                                              |
| Сталеваров, улица                   | Сталеварів, вулиця                       | Вознесеновский район                                                               |                                              |
| Стальной переулок                   | Стальний провулок                        | Заводский район                                                                    |                                              |
| Стальского, улица                   | Стальського, вулиця                      | Шевченковский район                                                                |                                              |
| Станиславского, улица               | Станіславського, вулиця                  | Днепровский район                                                                  |                                              |
| Станционная улица                   | Станційна вулиця                         | Шевченковский район                                                                |                                              |
| Стасова, улица                      | Стасова, вулиця                          | Днепровский район                                                                  |                                              |
| Стартовая улица                     | Стартова вулиця                          | Шевченковский район                                                                |                                              |
| Степана Разина, улица               | Степана Разіна, вулиця                   | Шевченковский район                                                                |                                              |
| Степная улица                       | Степова вулиця                           | Коммунарский район                                                                 |                                              |
| Стешенко, улица                     | Стешенка, вулиця                         | Коммунарский район                                                                 |                                              |
| Совхозный переулок                  | Радгоспний провулок                      | Коммунарский район                                                                 |                                              |
| Стефанова, улица                    | Стефанова, вулиця                        | Шевченковский район                                                                |                                              |
| Столетова, улица                    | Столєтова, вулиця                        | Днепровский район                                                                  |                                              |
| Столярная улица                     | Столярна вулиця                          | Коммунарский район                                                                 |                                              |
| Сторожевой переулок                 | Сторожевий провулок                      | Шевченковский район                                                                |                                              |
| Стратосферная улица                 | Стратосферна вулиця                      | Коммунарский район                                                                 |                                              |
| Стрелецкий переулок                 | Стрілецький провулок                     | Коммунарский район                                                                 |                                              |
| Стрелковый переулок                 | Стрілковий провулок                      | Заводский район                                                                    |                                              |
| Стрельникова, улица                 | Стрельникова, вулиця                     | Шевченковский район                                                                |                                              |
| Студенческая улица                  | Студентська вулиця                       | Шевченковский район                                                                |                                              |
| Суворова, улица                     | Суворова, вулиця                         | Вознесеновский район                                                               |                                              |
| Сулимы, улица                       | Сулими, вулиця                           | Шевченковский район                                                                |                                              |
| Сумская улица                       | Сумська вулиця                           | Вознесеновский район                                                               |                                              |
| Сурикова, улица                     | Сурикова, вулиця                         | Днепровский район                                                                  |                                              |
| Сурикова, переулок                  | Сурикова, провулок                       | Днепровский район                                                                  |                                              |
| Сусанина, улица                     | Сусаніна, вулиця                         | Днепровский район                                                                  |                                              |
| Сушильный переулок                  | Сушильний провулок                       | Днепровский район                                                                  |                                              |
| Сухая улица                         | Суха вулиця                              | Александровский район                                                              |                                              |
| Сухая Балка, улица                  | Суха Балка, вулиця                       | Шевченковский район                                                                |                                              |
| Счастливая улица                    | Щаслива вулиця                           | Днепровский район                                                                  |                                              |
| Сытова, улица                       | Ситова, вулиця                           | Коммунарский район                                                                 |                                              |
| Строителей, бульвар                 | Будівельників, бульвар                   | Хортицкий район                                                                    |                                              |
| Табачный переулок                   | Тютюновий провулок                       | Вознесеновский район                                                               |                                              |
| Таврическая улица                   | Таврійська вулиця                        | Шевченковский район                                                                |                                              |
| Таврический переулок                | Таврійський провулок                     | Шевченковский район                                                                |                                              |
| Таганрогская улица                  | Таганрозька вулиця                       | Заводский район                                                                    |                                              |
| Таганская улица                     | Таганська вулиця                         | Заводский район                                                                    |                                              |
| Тактическая улица                   | Тактична вулиця                          | Заводский район                                                                    |                                              |
| Талалихина, улица                   | Талаліхіна, вулиця                       | Днепровский район                                                                  |                                              |
| Таллиннский переулок                | Талліннський провулок                    | Заводский район                                                                    |                                              |
| Таманская улица                     | Таманська вулиця                         | Коммунарский район                                                                 |                                              |
| Тамбовская улица                    | Тамбовька вулиця                         | Вознесеновский район                                                               |                                              |
| Танкистов, улица                    | Танкістів, вулиця                        | Коммунарский район                                                                 |                                              |
| Тараса Бульбы, улица                | Тарасса Бульби, вулиця                   | Днепровский район                                                                  |                                              |
| Тбилисская улица                    | Тбіліська вулиця                         | Вознесеновский район                                                               |                                              |
| Тверская улица                      | Тверська вулиця                          | Вознесеновский район                                                               |                                              |
| Театральная улица                   | Театральна вулиця                        | Заводский район                                                                    |                                              |
| Театральный проезд                  | Театральний проїзд                       | Александровский район                                                              |                                              |
| Текстильный переулок                | Текстильний провулок                     | Заводский район                                                                    |                                              |
| Телеграфная улица                   | Телеграфна вулиця                        | Днепровский район                                                                  |                                              |
| Тельмана, улица                     | Тельмана, вулиця                         | Шевченковский район                                                                | Героїв Дніпра, вулиця                        |
| Тенистый переулок                   | Тінистий провулок                        | Заводский район                                                                    |                                              |
| Теннисная улица                     | Тенісна вулиця                           | Заводский район                                                                    |                                              |
| Тепличная улица                     | Теплична вулиця                          | Заводский район                                                                    |                                              |
| Тепличный переулок                  | Тепличний провулок                       | Шевченковский район                                                                |                                              |
| Тепловая улица                      | Теплова вулиця                           | Шевченковский район                                                                |                                              |
| Теплостроевская улица               | Теплобудівська вулиця                    | Заводский район                                                                    |                                              |
| Теплоходная улица                   | Теплохідна вулиця                        | Шевченковский район                                                                |                                              |
| Терешковой, улица                   | Терешкової, вулиця                       | Днепровский район                                                                  |                                              |
| Терновская улица                    | Терновська вулиця                        | Днепровский район                                                                  |                                              |
| Тернопольская улица                 | Тернопільська вулиця                     | Шевченковский район                                                                |                                              |
| Тесленко, улица                     | Тесленка, вулиця                         | Шевченковский район                                                                |                                              |
| Техническая улица                   | Технічна вулиця                          | Коммунарский район                                                                 |                                              |
| Технический переулок                | Технічний провулок                       | Шевченковский район                                                                |                                              |
| Тимирязева, улица                   | Тимірязєва, вулиця                       | Александровский район, Шевченковский район                                         |                                              |
| Тимошенка, улица                    | Тимошенка, вулиця                        | Шевченковский район                                                                |                                              |
| Тимуровская улица                   | Тимурівська вулиця                       | Шевченковский район                                                                |                                              |
| Типографская улица                  | Типографська вулиця                      | Заводский район                                                                    |                                              |
| Тиражная улица                      | Тиражна вулиця                           | Днепровский район                                                                  |                                              |
| Тираспольский переулок              | Тираспольський провулок                  | Шевченковский район                                                                |                                              |
| Титановый переулок                  | Титановий провулок                       | Заводский район                                                                    |                                              |
| Титова, улица                       | Титова, вулиця                           | Днепровский район                                                                  |                                              |
| Тихий переулок                      | Тихий провулок                           | Александровский район                                                              |                                              |
| Тобольская улица                    | Тобольська вулиця                        | Днепровский район                                                                  |                                              |
| Товарищеская улица                  | Товариська вулиця                        | Днепровский район                                                                  |                                              |
| Толбухина, улица                    | Толбухіна, вулиця                        | Шевченковский район                                                                |                                              |
| Толстого, улица                     | Толстого, вулиця                         | Вознесеновский район, Шевченковский район                                          |                                              |
| Тольятти, улица                     | Тольятті, вулиця                         | Шевченковский район                                                                |                                              |
| Томаковская улица                   | Томаківська вулиця                       | Днепровский район                                                                  |                                              |
| Томский переулок                    | Томський провулок                        | Шевченковский район                                                                |                                              |
| Тоннельная улица                    | Тонельна вулиця                          | Шевченковский район                                                                |                                              |
| Тополина, улица                     | Тополіна, вулицяя                        | Коммунарский район                                                                 |                                              |
| Тракторная улица                    | Тракторна вулиця                         | Коммунарский район                                                                 |                                              |
| Транспортная улица                  | Транспортна вулиця                       | Шевченковский район                                                                |                                              |
| Трансформаторна улица               | Трансформаторна вулиця                   | Днепровский район                                                                  |                                              |
| Трегубенка, улица                   | Трегубенка, вулиця                       | Днепровский район                                                                  |                                              |
| Трегубова, улица                    | Трегубова, вулиця                        | Днепровский район                                                                  |                                              |
| Третьей Пятилетки, улица            | Третьої П’ятирічки, вулиця               | Днепровский район                                                                  | Богдана Ступки, вулиця                       |
| Трипольская улица                   | Трипільська вулиця                       | Днепровский район                                                                  |                                              |
| Троицкий переулок                   | Троїцький провулок                       | Коммунарский район                                                                 |                                              |
| Троллейбусная улица                 | Тролейбусна вулиця                       | Заводский район                                                                    |                                              |
| Трубный переулок                    | Трубний провулок                         | Заводский район                                                                    |                                              |
| Трудовая улица                      | Трудова вулиця                           | Шевченковский район                                                                |                                              |
| Трясило, улица                      | Трясила, вулиця                          | Днепровский район                                                                  |                                              |
| Тульская улица                      | Тульська вулиця                          | Шевченковский район                                                                |                                              |
| Тупиковый переулок                  | Тупиковий провулок                       | Александровский район                                                              |                                              |
| Турбинная улица                     | Турбінна вулиця                          | Днепровский район                                                                  |                                              |
| Тургенева, улица                    | Тургенєва, вулиця                        | Александровский район                                                              |                                              |
| Туристский переулок                 | Туристський провулок                     | Вознесеновский район                                                               |                                              |
| Тухачевского, улица                 | Тухачевського, вулиця                    | Шевченковский район                                                                | Квітки-Основ’яненко, вулиця                  |
| Тушинская улица                     | Тушинська вулиця                         | Коммунарский район                                                                 |                                              |
| Тычины, улица                       | Тичини, вулиця                           | Днепровский район                                                                  |                                              |
| Углегорская улица                   | Вуглегірська вулиця                      | Шевченковский район                                                                |                                              |
| Ударная улица                       | Ударна вулиця                            | Коммунарский район                                                                 |                                              |
| Ударников, улица                    | Ударників, вулиця                        | Шевченковский район                                                                |                                              |
| Ужгородская улица                   | Ужгородська вулиця                       | Вознесеновский район                                                               |                                              |
| Узбекистанская улица                | Узбекистанська вулиця                    | Днепровский район                                                                  |                                              |
| Узкий переулок                      | Вузький провулок                         | Днепровский район                                                                  |                                              |
| Узкоколейная улица                  | Вузькоколійна вулиця                     | Коммунарский район                                                                 |                                              |
| Узловая улица                       | Вузлова вулиця                           | Заводский район                                                                    |                                              |
| Украинская улица                    | Українська вулиця                        | Александровский район, Шевченковский район                                         |                                              |
| Ульянова, улица                     | Ульянова, вулиця                         | Днепровский район                                                                  | Грушевського, вулиця                         |
| Уманская улица                      | Уманська вулиця                          | Коммунарский район                                                                 |                                              |
| Упорный переулок                    | Упорний провулок                         | Александровский район                                                              |                                              |
| Уральская улица                     | Уральська вулиця                         | Шевченковский район                                                                |                                              |
| Урицкого, улица                     | Урицького, вулиця                        | Коммунарский район                                                                 | Сімейна вулиця                               |
| Урожайная улица                     | Врожайна вулиця                          | Коммунарский район                                                                 |                                              |
| Усадебная улица                     | Садибна вулиця                           | Заводский район                                                                    |                                              |
| Уфимский переулок                   | Уфімька вулиця                           | Заводский район                                                                    |                                              |
| Учительская улица                   | Вчительська вулиця                       | Заводский район                                                                    |                                              |
| Фабричная улица                     | Фабрична вулиця                          | Шевченковский район                                                                |                                              |
| Фабричный переулок                  | Фабричний провулок                       | Шевченковский район                                                                |                                              |
| Февральский переулок                | Лютнева провулок                         | Шевченковский район                                                                |                                              |
| Фадеева, улица                      | Фадєєва, вулиця                          | Днепровский район                                                                  | Діка вулиця                                  |
| Федьковича, улица                   | Федьковича, вулиця                       | Коммунарский район                                                                 |                                              |
| Феодосийская улица                  | Феодосійська вулиця                      | Заводский район                                                                    |                                              |
| Ферганская улица                    | Ферганська вулиця                        | Шевченковский район                                                                |                                              |
| Ферросплавная улица                 | Феросплавна вулиця                       | Днепровский район, Вознесеновский район                                            |                                              |
| Фестивальная улица                  | Фестивальна вулиця                       | Днепровский район                                                                  |                                              |
| Физкультурная улица                 | Фізкультурна вулиця                      | Коммунарский район                                                                 |                                              |
| Фильтровая улица                    | Фільтрова вулиця                         | Заводский район                                                                    |                                              |
| Финальная улица                     | Фінальна вулиця                          | Заводский район                                                                    |                                              |
| Финансовая улица                    | Фінансова вулиця                         | Заводский район                                                                    |                                              |
| Флотский переулок                   | Флотський провулок                       | Шевченковский район                                                                |                                              |
| Фонвизина, улица                    | Фонвізіна, вулиця                        | Шевченковский район                                                                |                                              |
| Фонтанная улица                     | Фонтанна вулиця                          | Шевченковский район                                                                |                                              |
| Франко, улица                       | Франка, вулиця                           | Александровский район                                                              |                                              |
| Фрезерная улица                     | Фрезерна вулиця                          | Заводский район                                                                    |                                              |
| Фронтовой переулок                  | Фронтовий провулок                       | Шевченковский район                                                                |                                              |
| Фруктовая улица                     | Фруктова вулиця                          | Шевченковский район                                                                |                                              |
| Фрунзе, улица                       | Фрунзе, вулиця                           | Александровский район                                                              | Тепла вулиця                                 |
| Фундаментальная улица               | Фундаментальна вулиця                    | Заводский район                                                                    |                                              |
| Фурманова, улица                    | Фурманова, вулиця                        | Шевченковский район                                                                | Леся Курбаса, вулиця                         |
| Футбольная улица                    | Футбольна вулиця                         | Заводский район                                                                    |                                              |
| Фучика Юлиуса, улица                | Фучика Юліуса, вулиця                    | Днепровский район                                                                  |                                              |
| Фюзеляжная улица                    | Фюзеляжна вулиця                         | Шевченковский район                                                                |                                              |
| Хакасская улица                     | Хакаська вулиця                          | Днепровский район                                                                  |                                              |
| Халтурина, улица                    | Халтуріна, вулиця                        | Коммунарский район                                                                 |                                              |
| Харьковская улица                   | Харківська вулиця                        | Коммунарский район                                                                 |                                              |
| Хасанская улица                     | Хасанська вулиця                         | Коммунарский район                                                                 |                                              |
| Хвойный переулок                    | Хвойний провулок                         | Шевченковский район                                                                |                                              |
| Хворостная улица                    | Хворостянська вулиця                     | Шевченковский район                                                                |                                              |
| Херсонский переулок                 | Херсонський провулок                     | Днепровский район                                                                  |                                              |
| Хлебная улица                       | Хлібна вулиця                            | Шевченковский район                                                                |                                              |
| Хозяйственная улица                 | Господарська вулиця                      | Шевченковский район                                                                |                                              |
| Хороводная улица                    | Хороводна вулиця                         | Шевченковский район                                                                |                                              |
| Хрустальный переулок                | Кришталевий провулок                     | Заводский район                                                                    |                                              |
| Хортицкое шоссе                     | Хортицьке шосе                           | Хортицкий район                                                                    |                                              |
| Цветочный переулок                  | Квітковий провулок                       | Заводский район                                                                    |                                              |
| Цветочная улица                     | Квіткова вулиця                          | Шевченковский район                                                                |                                              |
| Целинная улица                      | Цілинна вулиця                           | Днепровский район                                                                  |                                              |
| Центральная улица                   | Центральна вулиця                        | Днепровский район                                                                  |                                              |
| Центральный бульвар                 | Центральний бульвар                      | Вознесеновский район                                                               |                                              |
| Цимлянская улица                    | Цимлянська вулиця                        | Заводский район                                                                    |                                              |
| Циолковского, улица                 | Ціолковського, вулиця                    | Коммунарский район                                                                 |                                              |
| Цитрусовая улица                    | Цитрусова вулиця                         | Шевченковский район                                                                |                                              |
| Цюрупы, улица                       | Цюрупи, вулиця                           | Шевченковский район                                                                | Маковського, вулиця                          |
| Чайковского, улица                  | Чайковського, вулиця                     | Шевченковский район                                                                |                                              |
| Чапаева, улица                      | Чапаєва, вулиця                          | Александровский район, Коммунарский район                                          | Ласточкіна, вулиця                           |
| Чаривная улица                      | Чарівна вулиця                           | Шевченковский район                                                                |                                              |
| Чекистов, сквер                     | Чекістів, сквер                          | Александровский район                                                              | Платонівський сквер                          |
| Чекистов, улица                     | Чекістів, вулиця                         | Александровский район                                                              | Троїцька вулиця                              |
| Челюскинцев улица                   | Челюскінців вулиця                       | Вознесеновский район                                                               |                                              |
| Челябинская улица                   | Челябінська вулиця                       | Шевченковский район                                                                |                                              |
| Чернозаводская улица                | Червонозаводська вулиця                  | Коммунарский район                                                                 |                                              |
| Красной Конницы, улица              | Червоної Кінноти, вулиця                 | Днепровский район                                                                  | Івана Гутника-Залужного, вулиця              |
| Червоноказачья улица                | Червонокозача вулиця                     | Александровский район                                                              |                                              |
| Червонополянская улица              | Червонополянська вулиця                  | Заводский район                                                                    |                                              |
| Червонопрапорная улица              | Червонопрапорна вулиця                   | Шевченковский район                                                                | Луцького, вулиця                             |
| Черепичная улица                    | Черепична вулиця                         | Шевченковский район                                                                |                                              |
| Череповецкая улица                  | Череповецька вулиця                      | Днепровский район                                                                  |                                              |
| Черкасский переулок                 | Черкаський провулок                      | Днепровский район                                                                  |                                              |
| Черниговская улица                  |                                          | Шевченковский район                                                                |                                              |
| Черновицкая улица                   | Чернівецька вулиця                       | Заводский район                                                                    |                                              |
| Чернозёмная улица                   | Чорноземна вулиця                        | Шевченковский район                                                                |                                              |
| Черноморская улица                  | Чорноморська вулиця                      | Коммунарский район                                                                 |                                              |
| Черняховского, улица                | Черняховського, вулиця                   | Днепровский район                                                                  |                                              |
| Чернышевского, улица                | Чернишевського, вулиця                   | Коммунарский район                                                                 |                                              |
| Четырнадцатого Октября, улица       | Чотирнадцятого Жовтня, вулиця            | Днепровский район                                                                  |                                              |
| Чехова, улица                       | Чехова, вулиця                           | Шевченковский район                                                                |                                              |
| Чистый переулок                     | Чистий провулок                          | Шевченковский район                                                                |                                              |
| Читинская улица                     | Читинська вулиця                         | Шевченковский район                                                                |                                              |
| Чичерина, улица                     | Чичеріна, вулиця                         | Днепровский район                                                                  |                                              |
| Чкалова, улица                      | Чкалова, вулиця                          | Коммунарский район                                                                 |                                              |
| Чонгарская улица                    | Чонгарська вулиця                        | Заводский район                                                                    |                                              |
| Чубаря, улица                       | Чубаря, вулиця                           | Вознесеновский район                                                               | Паркова вулиця                               |
| Чугуевский переулок                 | Чугуївська вулиця                        | Шевченковский район                                                                |                                              |
| Чугунная улица                      | Чавунна вулиця                           | Заводский район                                                                    |                                              |
| Чудова улица                        | Чудова вулиця                            | Заводский район                                                                    |                                              |
| Чуйский переулок                    | Чуйський провулок                        | Днепровский район                                                                  |                                              |
| Чукотский переулок                  | Чукотський провулок                      | Шевченковский район                                                                |                                              |
| Чумаченко, улица                    | Чумаченка, вулиця                        | Коммунарский район                                                                 |                                              |
| Чубанова, улица                     | Чубанова вулиця                          | Коммунарский район                                                                 |                                              |
| Шамотная улица                      | Шамотна вулиця                           | Заводский район                                                                    |                                              |
| Шаумяна, улица                      | Шаумяна, вулиця                          | Вознесеновский район                                                               | Гетьманська вулиця                           |
| Шахматная улица                     | Шахова вулиця                            | Заводский район                                                                    |                                              |
| Шахтинский переулок                 | Шахтинський провулок                     | Шевченковский район                                                                |                                              |
| Шевченко, улица                     | Шевченка, вулиця                         | Шевченковский район                                                                |                                              |
| Шевченковский переулок              | Шевченківський провулок                  | Шевченковский район                                                                |                                              |
| Шевчука, улица                      | Шевчука, вулиця                          | Шевченковский район                                                                |                                              |
| Шепетовский переулок                | Шепетівський провулок                    | Шевченковский район                                                                |                                              |
| 60-летия СССР, площадь              | 60-річчя СРСР, площа                     | Днепровский район                                                                  | Вінтера, площа                               |
| Широкий переулок                    | Широкий провулок                         | Днепровский район                                                                  |                                              |
| Ширшова, проезд                     | Ширшова, проїзд                          | Днепровский район                                                                  |                                              |
| Шишкина, улица                      | Шишкіна, вулиця                          | Днепровский район                                                                  |                                              |
| Шкирятова, улица                    | Шкірятова, вулиця                        | Заводский район                                                                    | Привітна вулиця                              |
| Шламовая улица                      | Шламова вулиця                           | Заводский район                                                                    |                                              |
| Шлюзовая улица                      | Шлюзова вулиця                           | Вознесеновский район                                                               |                                              |
| Штабная улица                       | Штабна вулиця                            | Заводский район                                                                    |                                              |
| Штурманский переулок                | Штурманський провулок                    | Шевченковский район                                                                |                                              |
| Штурмовая улица                     | Штурмова вулиця                          | Днепровский район                                                                  |                                              |
| Шушенская улица                     | Шушенська вулиця                         | Днепровский район                                                                  |                                              |
| Шевченко, бульвар                   | Шевченка, бульвар                        | Вознесеновский район                                                               |                                              |
| Щаденко, улица                      | Щаденко, вулиця                          | Днепровский район                                                                  | Нібура, вулиця                               |
| Щорса, улица                        | Щорса, вулиця                            | Шевченковский район                                                                | Духовченка, вулиця                           |
| Щукина, улица                       | Щукіна, вулиця                           | Шевченковский район                                                                |                                              |
| Экономический переулок              | Економічний провулок                     | Заводский район                                                                    |                                              |
| Экскаваторная улица                 | Екскаваторна вулиця                      | Заводский район                                                                    |                                              |
| Экспрессорная улица                 | Експресівська вулиця                     | Заводский район                                                                    |                                              |
| Элеваторная улица                   | Елеваторна вулиця                        | Шевченковский район                                                                |                                              |
| Электрическая улица                 | Електрична вулиця                        | Заводский район                                                                    |                                              |
| Электровозная улица                 | Електровозна вулиця                      | Коммунарский район                                                                 |                                              |
| Электрозаводская улица              | Електрозаводська вулиця                  | Днепровский район                                                                  |                                              |
| Электролизная улица                 | Електролізна вулиця                      | Вознесеновский район                                                               |                                              |
| Энгельса, улица                     | Фрідріха Енгельса, вулиця                | Коммунарский район                                                                 | Освітня, вулиця                              |
| Энергомеханическая улица            | Енергомеханічна вулиця                   | Днепровский район                                                                  |                                              |
| Энергетическая улица                | Енергетична вулиця                       | Днепровский район                                                                  |                                              |
| Энтузиастов, улица                  | Ентузіастів, вулиця                      | Хортицкий район                                                                    |                                              |
| Эпроновская улица                   | Епронівська вулиця                       | Шевченковский район                                                                |                                              |
| Эстонская улица                     | Естонська вулиця                         | Шевченковский район                                                                |                                              |
| Этюдная улица                       | Етюдна вулиця                            | Шевченковский район                                                                |                                              |
| Юбилейная улица                     | Ювілейна вулиця                          | Днепровский район                                                                  |                                              |
| Юбилейный проспект                  | Ювілейний проспект                       | Хортицкий район                                                                    |                                              |
| Южное шоссе                         | Південне шосе                            | Заводский район, Днепровский район                                                 |                                              |
| Южноукраинская улица                | Південноукраїнська вулиця                | Вознесеновский район                                                               |                                              |
| Южный переулок                      | Південний провулок                       | Коммунарский район                                                                 |                                              |
| Юннатов, улица                      | Юнатів, вулиця                           | Шевченковский район                                                                |                                              |
| Юности, улица                       | Юності, вулиця                           | Коммунарский район, Шевченковский район                                            |                                              |
| Юрьевский переулок                  | Юр'ївський провулок                      | Заводский район                                                                    |                                              |
| Юлиуса Фучика, улица                | Юліуса Фучика, вулиця                    | Днепровский район                                                                  |                                              |
| Яблочная улица                      | Яблунева вулиця                          | Коммунарский район                                                                 |                                              |
| Яворницкого, улица                  | Дмитра Яворницького, вулиця              | Днепровский район                                                                  |                                              |
| Яворный переулок                    | Явірний провулок                         | Днепровский район                                                                  |                                              |
| Ягодный переулок                    | Ягідний провулок                         | Александровский район                                                              |                                              |
| Малый переулок                      | Малий провулок                           | Заводский район                                                                    | Якира, переулок                              |
| Якутский переулок                   | Якутський провулок                       | Шевченковский район                                                                |                                              |
| Ялтинская улица                     | Ялтинська вулиця                         | Коммунарский район                                                                 |                                              |
| Январский переулок                  | Січневий провулок                        | Днепровский район                                                                  |                                              |
| Янтарная улица                      | Бурштинова вулиця                        | Шевченковский район                                                                |                                              |
| Ямской переулок                     | Ямський провулок                         | Шевченковский район                                                                |                                              |
| Яровая улица                        | Ярова вулиця                             | Шевченковский район                                                                |                                              |
| Ярославская улица                   | Ярославська вулиця                       | Днепровский район                                                                  |                                              |
| Ясельная улица                      | Ясельна вулиця                           | Коммунарский район                                                                 |                                              |
| Яскравая улица                      | Яскрава вулиця                           | Днепровский район                                                                  |                                              |
| Ясногорская улица                   | Ясногірська вулиця                       | Шевченковский район                                                                |                                              |
| Ясный переулок                      | Ясний провулок                           | Вознесеновский район                                                               |                                              |
| Яценко, улица                       | Яценко, вулиця                           | Вознесеновский район                                                               |                                              |
| Якова Новицкого, улица              | Якова Новицького, вулиця                 | Вознесеновский район                                                               |                                              |

## Улицы Александровска и их современное название в Запорожье
| Старое название                | Новое название                                | Примечание              |
| ------------------------------ | --------------------------------------------- | ----------------------- |
| Соборная                       |                                               | Часть просп. Ленина     |
| Александровская                | Дзержинского                                  |                         |
| Екатеринославская              | Горького                                      |                         |
| Садовая (затем — Гоголевская)  | Гоголя                                        |                         |
| Ярмарочная (затем — Жуковская) | Жуковского                                    |                         |
| Екатерининская                 | Железнодорожная                               |                         |
| Николаевская                   | Артёма                                        | Улица Артёма            |
| 1-я Московская                 | Кирова                                        | до площади Свободы      |
| 2-я Московская                 |                                               |                         |
| Базарная                       | Анголенко                                     |                         |
| Кузнечная                      |                                               | вошла в проспект Ленина |
| Ломанный переулок              | Ломанная улица                                |                         |
| Поперечная                     |                                               |                         |
| Тюремная (затем — Банковская)  | Октябрьская                                   |                         |
| Покровская                     | Свердлова                                     |                         |
| Благовещенская                 | Ильича                                        |                         |
| Троицкая                       | Чекистов                                      |                         |
| Днепровская                    | Леппика                                       |                         |
| Филипповская                   | Советская                                     |                         |
| Литейная                       | Красногвардейская                             |                         |
| Слободская                     | Пролетарская                                  |                         |
| Крепостная                     | Грязнова                                      |                         |
| Бассейная                      | Ивана Франко́                                  |                         |
|                                |                                               |                         |
|                                | ПЛОЩАДИ                                       |                         |
| Алексеевская пл.               |                                               |                         |
| Базарная пл.                   | Центральный рынок (со стороны ул. Жуковского) |                         |
| Биржевая пл.                   |                                               |                         |
| Пушкинская пл.                 | пл. Свободы                                   |                         |
| Привозная пл. (Базарная пл.)   | Центральный рынок (со стороны ул. Анголенко)  |                         |
| Тюремная пл.                   |                                               |                         |
| Ярмарочная пл.                 |                                               |                         |

## Происхождение названий улиц
- ул. Авалиани, Лаврентий Иванович (1923—1943) — Герой Советского Союза (1943, посмертно). 9 октября 1943 года при наступлении на село (хутор) Канадский (Токмакский район, Запорожской области) командир отделения 1372-го стрелкового полка (417-я стрелковая дивизия, 44-я армия, Южный фронт) сержант Авалиани, ворвавшись в траншеи противника, уничтожил много фашистов. 10 октября 1943 года его отделение отбило многочисленные атаки пехоты и танков противника. В этом бою Л. И. Авалиани погиб. Похоронен герой в с. Новолюбовка Токмакского района Запорожской области.
- ул. Анголенко — Александр Анголенко — член городского комитета РСДРП(б), молодой командир отряда красногвардейцев. Жил с семьёй на улице Базарной в одноэтажном домике. Александр Анголенко погиб в 1920 году от рук бандитов в днепровских плавнях, где заготавливал с отрядом дрова для горожан. Позже улицу Базарную назвали его именем.
- ул. Богдана Хмельницкого — названа немцами во время оккупации, после войны сохранила название. Богдан Зиновий Хмельницкий (1595—1657) — гетман Войска Запорожского, полководец и государственный деятель, организатор и идейный вождь восстания запорожских казаков против владычества Речи Посполитой. При Б. З. Хмельницком Украина воссоединилась с Россией в 1654 г.
- пр. Ленина — ул. Карла Либкнехта
- ул. Лобановского (бывшая Спортивная ул.) — названа[13] в честь советского футболиста и тренера, заслуженного тренера СССР (1975) Валерия Васильевича Лобановского (1939—2002). 7 мая 2002 г. у Лобановского во время игры его команды в Запорожье произошёл инсульт, от последствий которого он скончался пять дней спустя.

- пр. Металлургов — до 1942 г. — пр. Энтузиастов, от 1942—1943 гг. — пр. Шевченко, после 1943 г. — пр. Сталина, с 1956 г. — пр. Металлургов.
- ул.40-летия Советской Украины — Совнаркомовская ул., во время войны — аллея Гитлера, затем снова Совнаркомовская и с 1954 г. — настоящее название.

Во время строительства Днепровского промышленного узла высокие чины Совнаркома проживали в гостинице, расположенной на этой улице (вблизи Дворца Металлургов, отсюда и название улицы.
- ул. Трегубенко (бывшая Кагановича, Гёте (в оккупации), Кагановича) — названа в честь популярного директора завода Запорожсталь Александра Фёдоровича Трегубенко (1904 − 1963), лауреата Ленинской премии. Под руководством А. Ф. Трегубенко проводилась эвакуация и восстановление производства в Сибири во время Великой Отечественной войны[14]. После войны снова восстанавливал, налаживал новые технологии в Запорожье
- ул. Грязнова (бывшая Крепостная ул.) — И. К. Грязнов — участник разгрома Колчака и Врангеля, командир 30-й Иркутской дивизии им. ВЦИК. Павшие герои Октября и гражданской войны в феврале 1918 г. — марте 1919 г. похоронены в братской могиле на площади Свободы[15]
- бульвар Шевченко — новое название проспекта Жданова. Жданов — соратник Сталина.
- ул. 12 Апреля — ранее Стадионная улица[16]. Переименована в честь даты первого полёта человека в космос (12 апреля 1961 г.) Юрия Гагарина.